# Occupazione tedesca delle isole del Canale

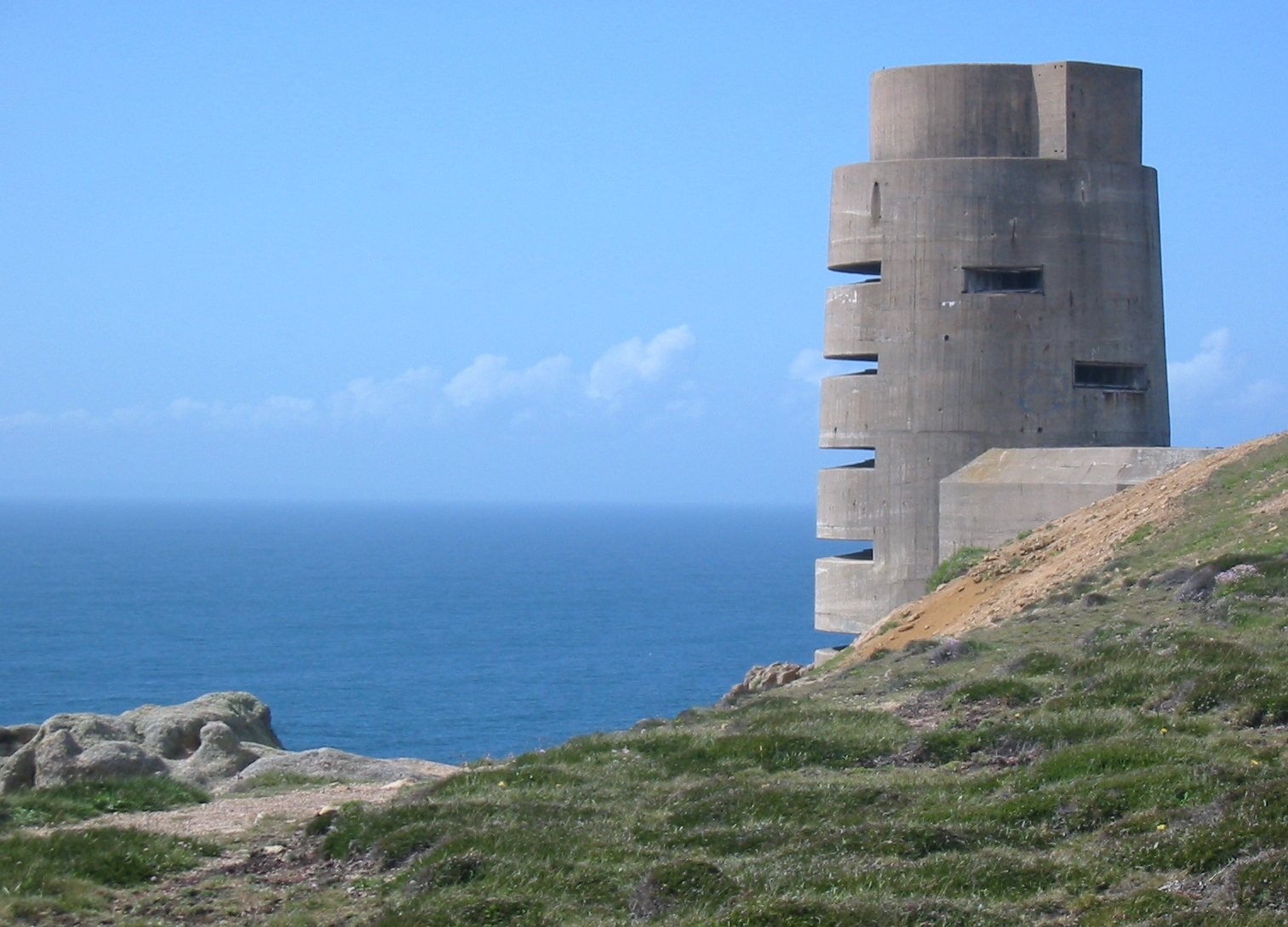
Come parte del Vallo Atlantico, tra il 1940 e il 1945 le forze di occupazione tedesche e l'Organizzazione Todt costruirono fortificazioni intorno alle coste delle isole del Canale come questa torre di osservazione, parte della Batteria Mirus.

Le isole del Canale furono occupate dalle forze tedesche dal 30 giugno 1940 fino alla loro liberazione avvenuta il 9 maggio 1945.
Il Baliato di Jersey e il Baliato di Guernsey sono due dipendenze della corona britannica nel Canale della Manica al largo della Normandia.
Le isole del Canale furono l'unica zona delle isole britanniche occupata dalla Wehrmacht  durante la seconda guerra mondiale.

## Prima dell'occupazione tedesca

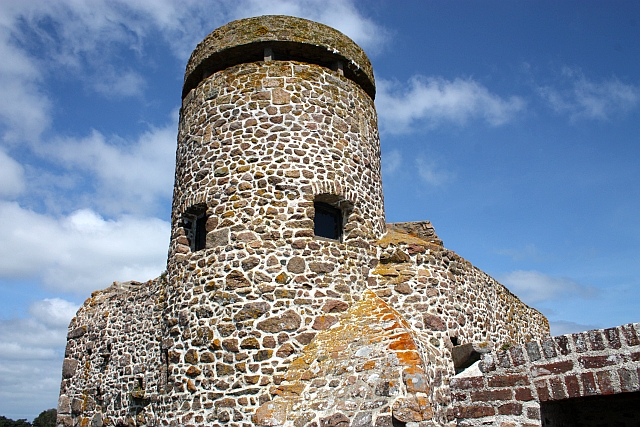
Il castello di Gorey, utilizzato dai tedeschi durante l'occupazione

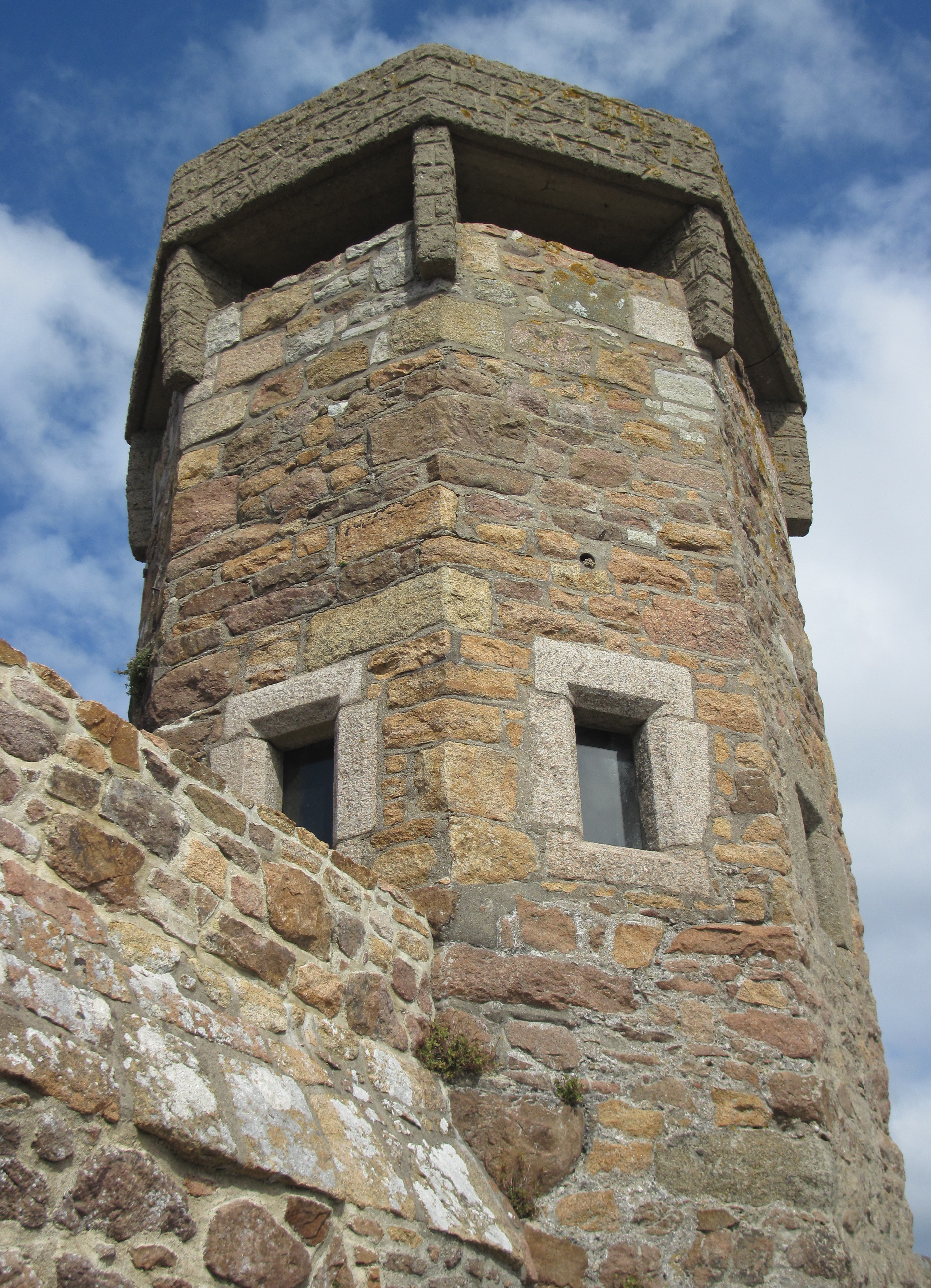
Saint-Clément, Grouville, Saint-Martin, Jersey

Tra il 3 settembre 1939, quando il Regno Unito dichiarò guerra contro la Germania e il 9 maggio 1940, poco cambiò nelle isole del Canale. La coscrizione non esisteva, ma un certo numero di persone si recò in Gran Bretagna per unirsi alle truppe regolari come volontari. L'orticoltura e gli scambi turistici continuarono normalmente. Il governo britannico applicò delle restrizioni ai viaggi tra il Regno Unito e le isole del Canale solo a partire dal marzo 1940. Il 10 maggio 1940 la Germania invase i Paesi Bassi, il Belgio e il Lussemburgo per via aerea e terrestre.
La battaglia di Francia stava raggiungendo il suo culmine quando il re Giorgio VI, nell'Empire Day, il 24 maggio 1940, parlando via radio affermò: "La lotta decisiva è ora su di noi ... Nessuno si sbaglia, non è una pura conquista territoriale che i nostri nemici stanno cercando: è il rovesciamento, completo e finale di questo impero e di tutto ciò per cui si trova, e dopo che la conquista del mondo e se la loro volontà prevale, porterà alla sua realizzazione tutto l'odio e crudeltà che hanno già mostrato".
L' 11 giugno 1940, come parte dello sforzo bellico britannico nella battaglia di Francia, una lunga serie di velivoli appartenenti alla RAF effettuò una sortita aerea utilizzando 36 bombardieri A.W.38 Whitley contro le città italiane di Torino e Genova partendo da piccoli aeroporti come quelli di Jersey e Guernsey (operazione Haddock). Le condizioni meteorologiche fecero sì che solo 10 Whitley raggiunsero i loro obiettivi previsti. Due aerei andarono perduti durante l'azione.
Attendendosi una rapida vittoria sulla Gran Bretagna, i Tedeschi occuparono le isole il 30 giugno 1940 e le tennero per i cinque anni successivi. Nell'inverno tra il 1944 e il 1945 le isole restarono senza cibo.

## Demilitarizzazione britannica delle isole

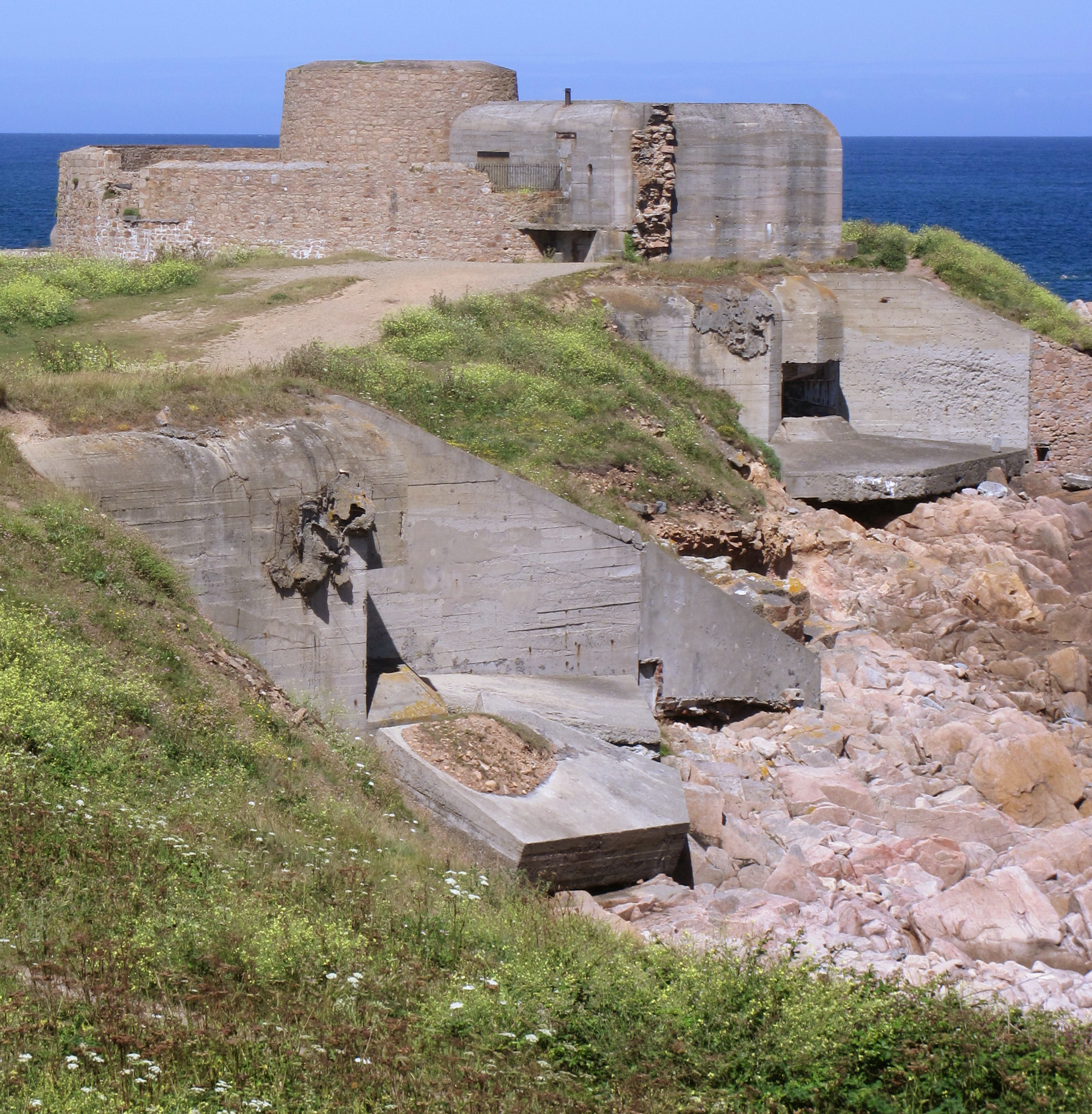
Il forte Hommet a Guernsey

Il 15 giugno 1940, dopo la sconfitta degli Alleati in Francia, il governo britannico decise che le Isole del Canale non avevano alcuna importanza strategica e che quindi non sarebbero state difese, ma non fecero arrivare ai tedeschi queste informazioni. Così, nonostante la riluttanza del primo ministro Winston Churchill, il governo britannico rinunciò al possesso più antico della corona "senza sparare un colpo solo". Le isole del Canale non servirono ad alcuno scopo ai tedeschi, se non a quello propagandistico e in parte strategico in quanto territorio britannico occupato. Le "isole del Canale erano state infatti demilitarizzate e dichiarate città aperta"".
Il 16 giugno 1940 i governatori di ciascuna isola furono istruiti a mettere a disposizione il maggior numero possibile di barche per aiutare l'evacuazione di Saint-Malo. Guernsey era troppo lontana per dare aiuto con così poco preavviso. Il Baliato di Jersey chiese al Saint Helier Yacht Club di poterlo aiutare. Quattro imbarcazioni partiono immediatamente, mentre altre 14 furono pronte dopo 24 ore. Le prime imbarcazioni arrivarono a Saint-Malo la mattina del 17 giugno e imbarcarono sulle navi le truppe in attesa sulla riva; le imbarcazioni di Jersey arrivarono il 18 giugno.
Il 17 giugno 1940, un aereo arrivò a Jersey da Bordeaux per evacuare la brigata del generale Charles de Gaulle dalla Francia. Dopo il rifornimento, l'aereo ripartì per Heston, alla periferia di Londra, dove il giorno dopo il generale fece il suo famoso appello del 18 giugno al popolo francese tramite la BBC. Le ultime truppe britanniche lasciarono le isole il 20 giugno.

## Evacuazione delle isole

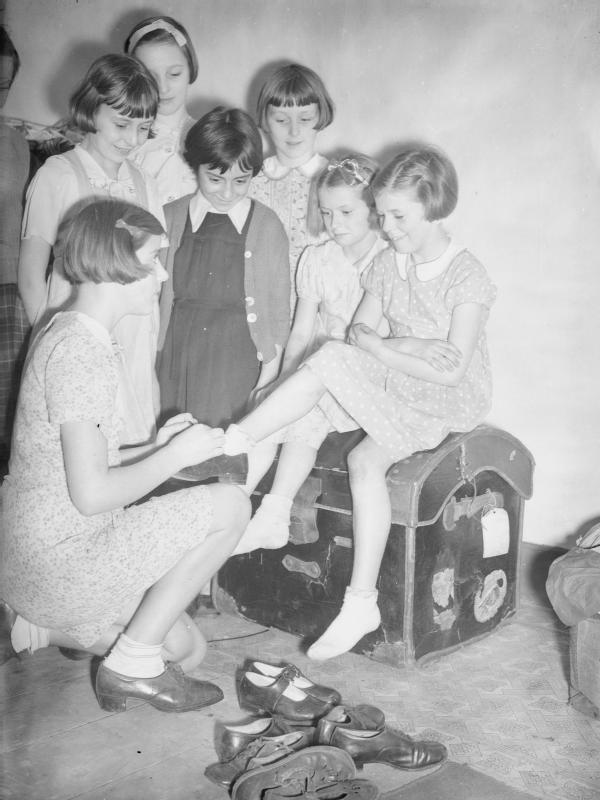
Un gruppo di ragazze in fuga dalle isole del Canale provano abiti e scarpe donate dagli USA nel 1940

La presa di coscienza della necessità di evacuare i civili dalle isole del Canale arrivò molto tardi e senza alcuna pianificazione. Il governo britannico concluse che la migliore politica possibile sarebbe stata quella di rendere disponibili quante più navi possibile, in modo che gli isolani avessero la possibilità di partire, se lo avessero voluto, verso la madrepatria. Poco prima dell'occupazione, molti bambini erano già stati evacuati in Inghilterra, presso parenti o estranei. Altri civili furono invece deportati nel lager Lindele, campo di concentramento nel sud della Germania, vicino a Biberach an der Riß.
Le autorità di Alderney, che non avevano alcuna comunicazione diretta con il Regno Unito, raccomandarono che tutti gli abitanti lasciassero l'isola, ma solo pochi lo fecero. La Dama di Sark, Sibyl Hathaway, incoraggiò tutti a rimanere. Guernsey evacuò l'80% dei bambini di età scolare, dando ai genitori la possibilità di tenere i loro figli con loro o di evacuarli. Il 21 giugno dopo che in totale 193 bambini ebbero lasciato l'isola, si rese evidente al governo di Guernsey che sarebbe stato impossibile evacuare chiunque avesse voluto e la priorità dovette essere data solo a categorie particolari.
A Guernsey venne promulgato un ordine contrario all'evacuazione. In totale, 5.000 bambini delle scuole e 12.000 adulti su 42.000 furono evacuati. A Jersey, 23.000 civili decisero di lasciare l'isola; comunque la maggioranza degli isolani, scelse di rimanere. Solo 6.600 persone su circa 50.000, salirono sulle navi dell'evacuazione. L'ultima nave per l'Inghilterra partì il 23 giugno, anche se si effettuarono trasporti con le isole fino al 28 giugno.
La maggior parte dei bambini evacuati furono separati dai genitori, mentre alcuni bambini evacuati furono assistiti finanziariamente dal "Piano Foster per i bambini profughi di guerra", dove il singolo bambino veniva supportato da un americano benestante. Una ragazza, Paulette, fu sostenuta dalla first lady statunitense Eleanor Roosevelt.

## Il Governo di emergenza
L'Home Office britannico ordinò ai governatori che, in caso di richiamo dei rappresentanti della corona, gli incaricati dovessero assumersi le proprie responsabilità e che gli ufficiali giudiziari e coronati dovessero rimanere al loro posto. Il luogotenente governatore di Jersey discusse con il Baliato di Jersey se era necessario portare avanti l'amministrazione sotto gli ordini tedeschi. Il governatore giudicò che ciò sarebbe contrario al suo giuramento di fedeltà, ma fu deciso altrimenti.
Gli accordi dell'ultimo minuto furono fatti per consentire all'amministrazione britannica di continuare legalmente nelle circostanze di occupazione. Il ritiro dei governatori il 21 giugno 1940 e il taglio dei contatti con il consiglio impedirono che il consenso reale venisse dato alle leggi adottate dalle legislature locali. I tribunali assunsero le funzioni civili, ma non quelle militari. I governi tradizionali basati sul consenso dei Bailiwicks erano inadatti a una rapida azione esecutiva e quindi, di fronte all'occupazione imminente, furono adottati strumenti di governo più snelli.
A Guernsey, gli organi preposti votarono il 21 giugno 1940 di consegnare la responsabilità di gestire gli affari dell'isola a un comitato di controllo sotto la presidenza di Ambrose Sherwill. Gli Stati del Jersey superarono il 27 giugno 1940 il regolamento di Difesa del 1940 (trasferimento di poteri) per amalgamare i vari comitati esecutivi.

## L'invasione tedesca

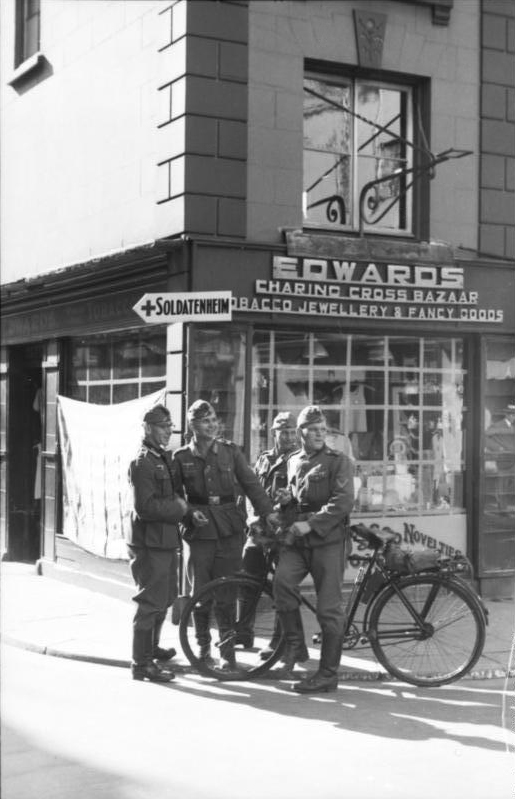
Soldati tedeschi a Jersey

I tedeschi non si resero conto che le isole erano state demilitarizzate e si avvicinarono con cautela mentre i voli di ricognizione erano inconcludenti. Il 28 giugno 1940 mandarono una squadriglia di bombardieri sulle isole e bombardarono i porti di Guernsey e Jersey. Nel porto di Saint Peter, la città principale di Guernsey, alcuni camion destinati a caricare pomodori per l'Inghilterra, furono scambiati dalla ricognizione come camion per il trasporto truppe. Un attacco simile si verificò anche a Jersey dove 9 persone morirono. In totale, 44 isolani furono uccisi nei raid aerei.
La BBC trasmise un messaggio tardivo in cui le isole venivano dichiarate "città aperte" e, più tardi, denunciò il bombardamento tedesco delle isole.
Mentre la Wehrmacht stava preparando l'operazione Grünpfeil ("freccia verde") un'invasione pianificata delle isole con truppe di assalto composto da due battaglioni, un pilota di ricognizione, Hauptmann Liebe-Pieteritz, effettuò una prova di atterraggio presso l'aviocampo di Guernsey il 30 giugno per determinare il livello di difesa. Segnalò il suo atterraggio a Luftflotte 3 che venne quindi a conoscenza che le isole non erano più difese.
L'ispettore Sculpher della polizia di Guernsey andò all'aeroporto con una lettera firmata dall'ufficiale giudiziario affermando che "questa isola è stata dichiarata Isola Aperta dal governo del Regno Unito da Sua Maestà. Non ci sono forze armate di qualsiasi tipologia. Il portatore è stato incaricato di consegnare questa comunicazione e non capisce la lingua tedesca". L'alto ufficiale tedesco, il maggiore Albrecht Lanz, chieste di essere portato dal capo dell'isola..
Lanz annunciò tramite un interprete che Guernsey era ora sotto occupazione tedesca. Jersey si arrese il 1º luglio. Alderney, dove rimase solo una manciata di isolani, fu occupata il 2 luglio e un piccolo distaccamento tedesco passò da Guernsey a Sark, che si arrese il 4 luglio. Le prime truppe tedesche provenienti da navi arrivarono nel porto di San Pietro sul cargo catturato SS Holland il 14 luglio.

## Occupazione tedesca

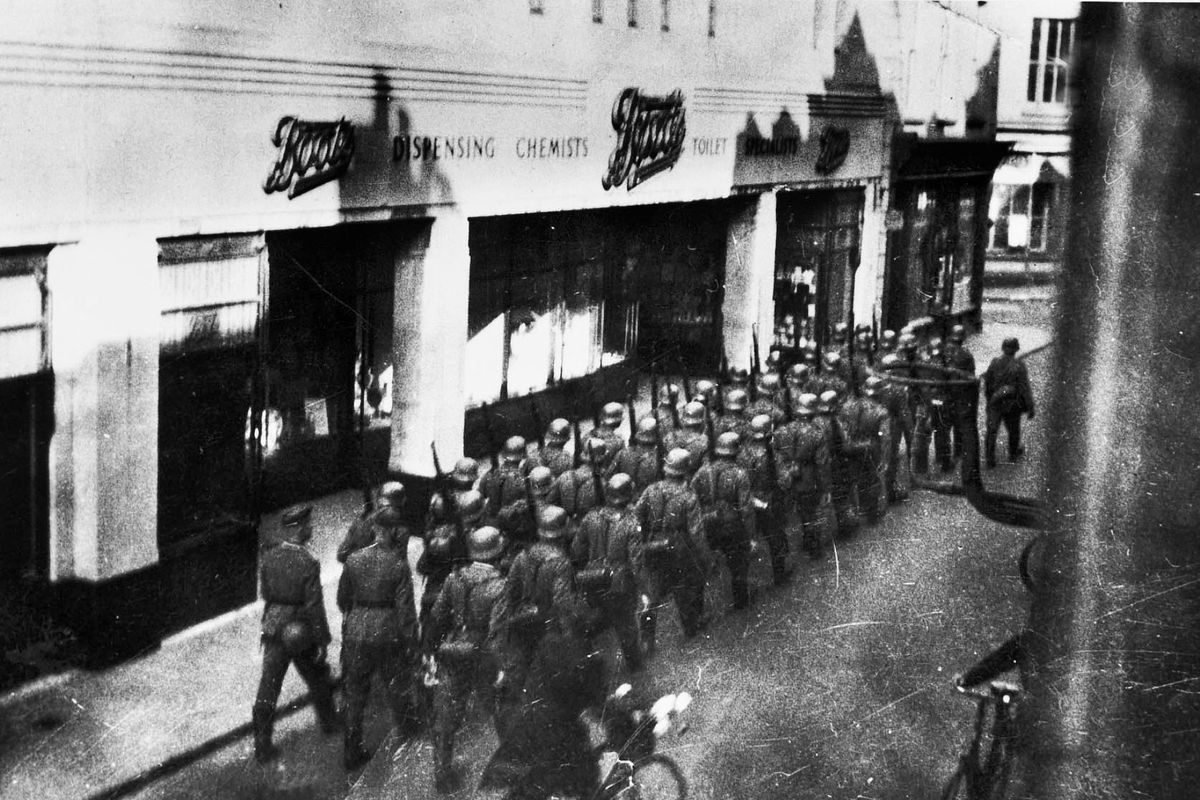
Soldati tedeschi nelle Isole del Canale 1940

Le forze tedesche consolidarono rapidamente le loro posizioni. Portarono la fanteria, stabilirono le comunicazioni e le difese antiaeree, istituirono un servizio aereo nonostante la terraferma fosse occupata e raggrupparono i militari britannici in licenza.

### Amministrazione tedesca
I tedeschi organizzarono la loro amministrazione come parte del dipartimento della Manica, amministrata come parte del governo militare dell'Area A, con sede a St. Germain. Il Feldkommandantur 515 è stato istituito a Jersey,  Il Nebenstelle a Guernsey e a Sark, Aussenstelle in Alderney e una logistica Zufuhrstelle a Granville.
Il comandante emise un'ordinanza a Guernsey il 2 luglio 1940 e a Jersey l'8 luglio 1940 istruendo che le leggi approvate dai legislatori avrebbero dovuto essere approvate dal comandante militare e che gli ordini tedeschi dovevano essere registrati come legislazione. I tribunali civili rimasero in funzione, ma i tribunali militari tedeschi avrebbero punito le violazioni del diritto tedesco.
Le autorità tedesche cambiarono il fuso orario delle isole per allineare le isole con la maggior parte dell'Europa continentale, così come la guida a destra. Lo scrip (ovvero il denaro proveniente dall'occupazione) fu emesso nelle isole per mantenere l'economia in corso. Le forze militari tedesche usarono lo scrip per il pagamento di beni e servizi. Anche i locali impiegati dai tedeschi venivano pagati in Occupation Reichsmarks.
I tedeschi permisero a cinema e teatri di continuare a funzionare; le loro bande militari si esibivano in pubblico. Nel 1944, la popolare attrice cinematografica tedesca Lil Dagover arrivò per intrattenere le truppe tedesche a Jersey e Guernsey con un tour teatrale per aumentarne il morale.

### Accuse di collaborazionismo con il nemico
I governi delle isole avevano l'obbligo legale e morale di fare del loro meglio per la popolazione delle isole, fino a che la Germania avesse occupato le stesse. Gli errori sono stati fatti perché non c'erano linee guida su come un governo avrebbe dovuto agire quando è sotto occupazione. Le isole hanno deciso le loro azioni in modo indipendente l'una dall'altra e su tali decisioni hanno ricevuto opinioni molto simili che hanno permesso alle strutture civili e giuridiche esistenti di rimanere sul posto.
La visione della maggioranza degli isolani sulla resistenza attiva al dominio tedesco fu probabilmente espressa da John Lewis, un medico di Jersey. "Qualsiasi tipo di sabotaggio non era solo rischioso ma completamente controproducente, ma ancora più importante ci sarebbero state ripercussioni immediate sulla popolazione civile che era molto vulnerabile a ogni tipo di rappresaglia". Sherwill sembra aver espresso le opinioni della maggioranza degli isolani il 18 luglio 1940 quando si lamentò di una serie di incursioni da parte dei commando britannici su Guernsey. "Le attività militari di questo tipo erano sgradite e potevano provocare la perdita di vite umane tra la popolazione civile". Chiese pertanto al governo britannico di lasciare le isole del Canale in pace.
Sherwill fu poi imprigionato dai tedeschi per avere aiutato due spie britanniche a Guernsey e una volta rilasciato, venne deportato in un campo di internamento tedesco.
La presa di posizione di Sherwill illustra quindi la difficoltà per il governo dell'isola e per i suoi cittadini a cooperare, ma cerca di non collaborare con gli occupanti e mantenendo la massima indipendenza possibile dal dominio tedesco. La questione della collaborazione tra isolani e tedeschi rimase in sospeso per molti anni, ma fu accesa negli anni '90 con la divulgazione di archivi di guerra e la successiva pubblicazione di un libro intitolato The Model Occupation: The Channel Islands under German Rule, 1940-1945 scritto da Madeleine Bunting.
La questione della collaborazione è stata ulteriormente accresciuta dal programma televisivo immaginario Island at War (2004) che mostrava una storia d'amore tra un soldato tedesco e una ragazza isolana e raffigurava positivamente il comandante militare tedesco dell'occupazione. Il punto di vista di Bunting era che gli isolani non agivano in modo "churchilliano", ovvero "non combattevano sulle spiagge, nei campi o nelle strade, non si suicidarono e non uccisero nessun tedesco, ma tirarono avanti con pochi segni di resistenza, nei cinque anni di occupazione duri e noiosi ma relativamente pacifici, in cui più della metà della popolazione lavorava per i tedeschi".
Charles Cruickshank ha riassunto il punto di vista opposto e ufficiale sulla condotta dei governi delle isole del Canale sotto l'occupazione tedesca dicendo "sarebbe difficile esprimere critiche nei confronti dei loro rapporti con gli occupanti". Se i capi dell'isola avessero semplicemente "tenuto le loro teste fuori dall'acqua e fatto ciò che gli era stato detto dal potere occupante non sarebbe stato un problema di censura, ma hanno portato la guerra amministrativa nel campo nemico in molte occasioni; hanno commesso alcuni errori che è sorprendente, ma che hanno fatto bene in circostanze di grandissima difficoltà".

### La vita civile durante l'occupazione tedesca
La vita da civile durante l'occupazione è stata uno shock. Mantenere i propri governi nelle isole ha attenuato la situazione e ha protetto i civili dai loro oppressori. Molti hanno perso il lavoro quando le aziende hanno chiuso ed è stato difficile trovare un nuovo lavoro. Con il progredire della guerra, la vita divenne più dura e il morale decadde, specialmente quando le radio furono confiscate e con l'inizio delle deportazioni dal settembre del 1942. Cibo, carburante e medicinali divennero scarsi e il crimine aumentò. Dopo il 6 giugno 1944, la liberazione divenne più probabile nella mente popolare, ma i tempi più difficili per i civili dovevano ancora venire, dato che l'inverno del 1944-45 fu molto freddo. La popolazione fu salvata dalla fame grazie ai pacchi arrivati dalla Croce Rossa.

## Resistenza contro il nemico

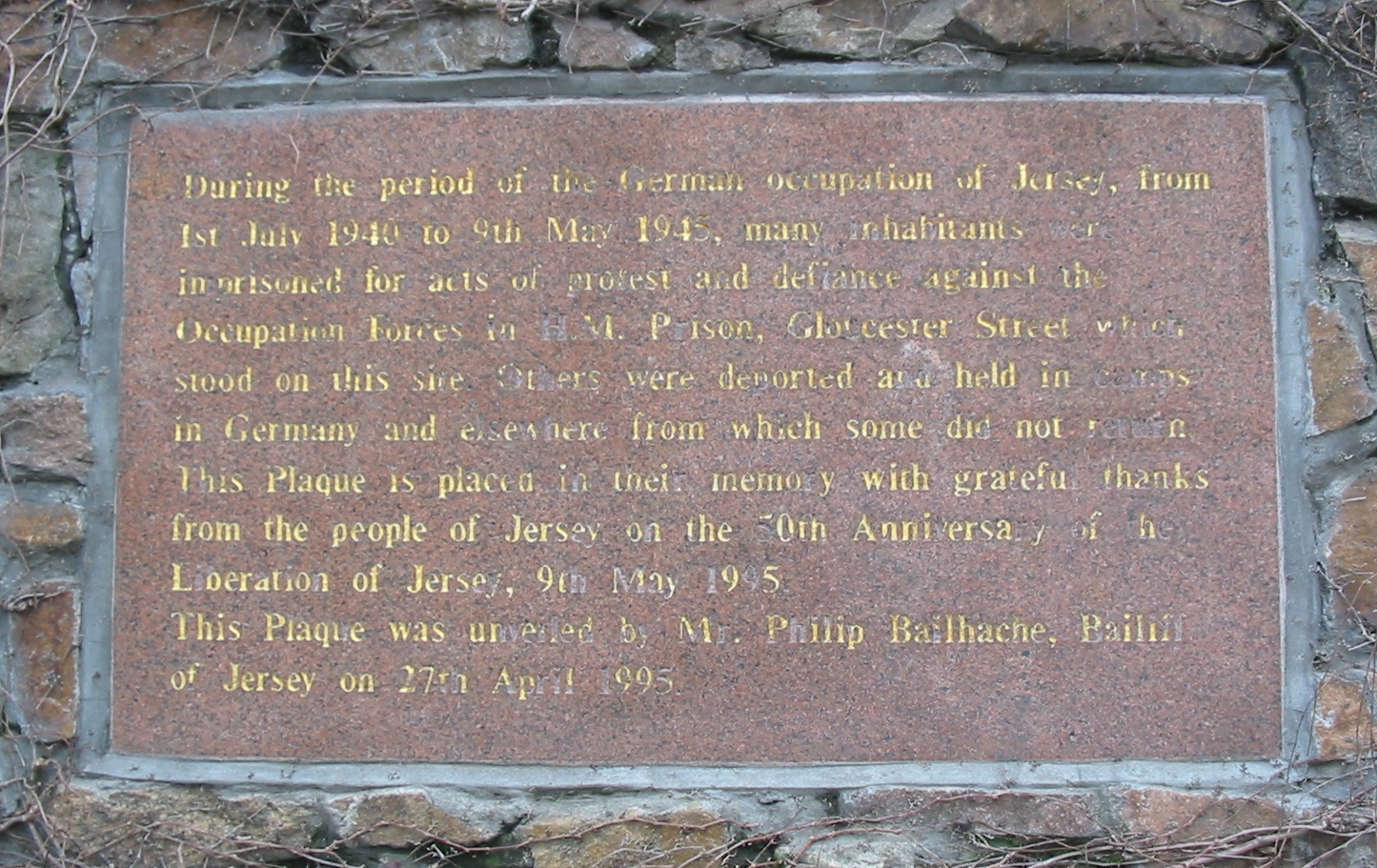
Lapide commemorativa

La popolazione che resisteva attivamente all'occupazione tedesca nei paesi dell'Europa continentale era compresa tra lo 0,6% e il 3% e la percentuale di coloro che parteciparono alla resistenza attiva nelle isole del Canale era comparabile. Su una popolazione di circa 66.000 abitanti nelle Isole del Canale, circa 4.000 isolani furono condannati per infrazione alle leggi (circa 2.600 a Jersey e 1.400 a Guernsey), sebbene molti di questi fossero per atti criminali ordinari piuttosto che per vera e propria resistenza.
570 prigionieri furono mandati nelle prigioni e nei campi continentali, e almeno 22 persone da Jersey e 9 da Guernsey non fecero ritorno. Willmott ha stimato che oltre 200 persone a Jersey fornirono sostegno materiale e morale ai fuggitivi che partecipavano ai lavori forzati. Nessun isolano si unì alle unità militari tedesche attive. L'inglese Eddie Chapman era in prigione per furto con scasso a Jersey quando era avvenuta l'invasione e si offrì di lavorare per i tedeschi come spia sotto il nome in codice Fritz, ma divenne poi un doppio agente britannico con il nome in codice ZigZag.

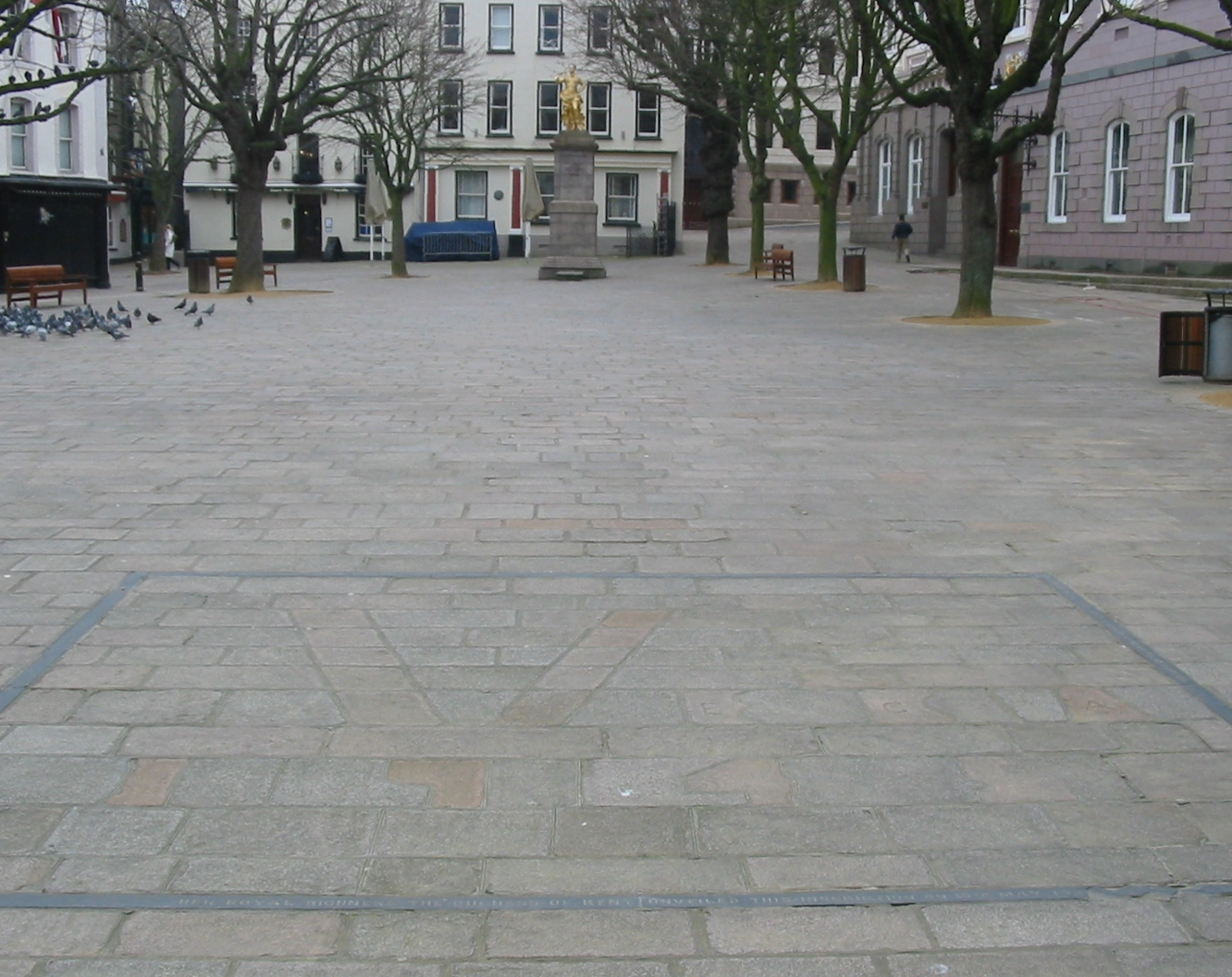
La V di Churchill sulla pavimentazione

La resistenza comprendeva una resistenza passiva, atti di sabotaggio di minore entità, protezione e aiuto alle persone fuggite e la pubblicazione di giornali contenenti notizie dalla radio della BBC. Non c'era alcun movimento di resistenza armata nelle isole del Canale. Gran parte della popolazione in età militare si era già unita alle forze armate britanniche o francesi. Il governo britannico non incoraggiò la resistenza nelle isole del Canale. Gli isolani si unirono alla campagna del segno V di Churchill scrivendo la lettera "V" (per la vittoria) sui cartelli tedeschi.
I tedeschi inizialmente tentarono di presentare la propria come una presenza non minacciosa nei confronti della popolazione residente, anche per motivi di propaganda e in vista di un'eventuale invasione e occupazione del Regno Unito. Due eventi tuttavia scossero particolarmente molti isolani: la confisca delle radio e la deportazione di ampie fasce della popolazione.
Nel maggio del 1942, tre giovani, Peter Hassall, Maurice Gould e Denis Audrain, tentarono di fuggire da Jersey su una barca. Audrain annegò e Hassall e Gould furono imprigionati in Germania, dove Gould morì. In seguito a questo tentativo di fuga, furono introdotte restrizioni sulle piccole imbarcazioni, furono imposte restrizioni alla proprietà delle attrezzature fotografiche (i ragazzi avevano portato con sé fotografie di fortificazioni) e le radio furono confiscate alla popolazione. Un totale di 225 isolani, come Peter Crill, fuggirono dalle isole in Inghilterra o in Francia: 150 da Jersey e 75 da Guernsey. Il numero di fughe aumentò dopo il D-Day, quando le condizioni nelle isole peggiorarono, dal momento che le rotte di approvvigionamento verso il continente erano state interrotte e il desiderio di unirsi alla liberazione dell'Europa era aumentato.

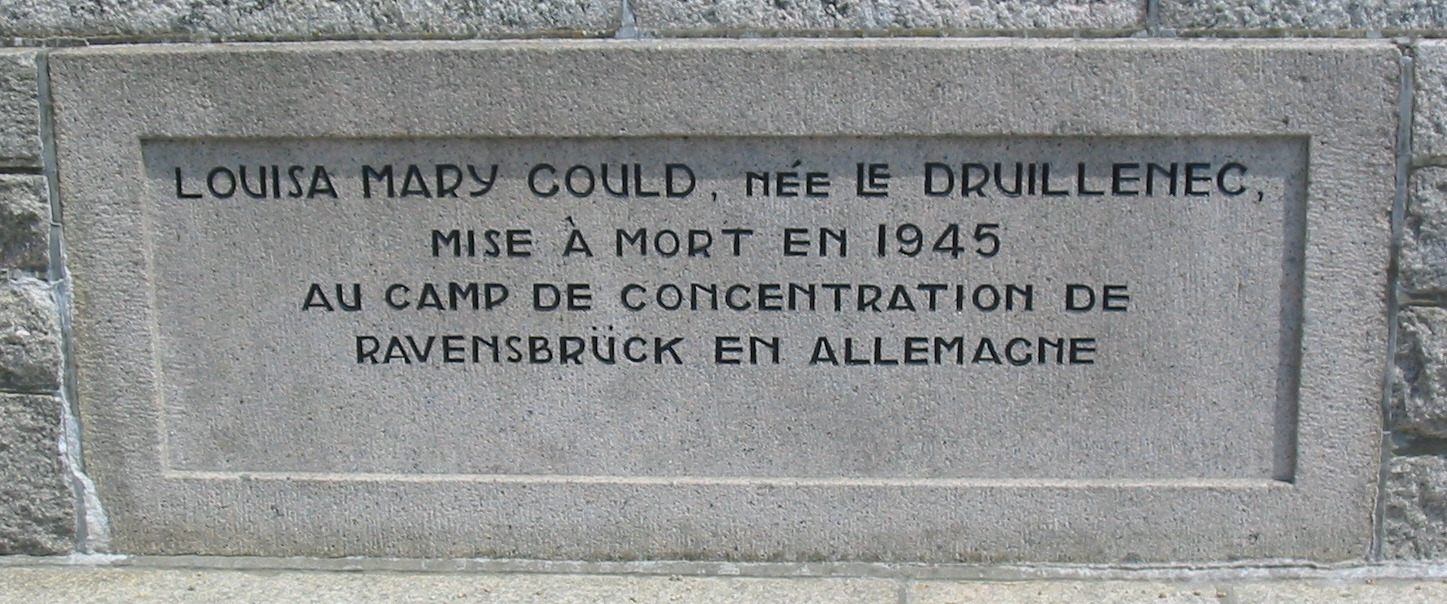
Lapide commemorativa a Saint Ouen (Jersey)

Ascoltare la radio della BBC era stato vietato nelle prime settimane di occupazione e poi tollerato per un certo periodo prima di essere nuovamente proibito. Nel 1942 il divieto divenne totale, l'ascolto della radio (anche di stazioni tedesche) era bandito dagli occupanti. Negato l'accesso alle trasmissioni della BBC, la popolazione delle isole sentì un crescente risentimento nei confronti dei tedeschi e cercarono sempre più di aggirare le regole.
Diffusori radio nascosti (oppure l'uso delle cosiddette radio a galena) e reti di distribuzione di notizie clandestine vennero maggiormente diffuse. Inoltre, molti isolani riuscirono a nascondere le loro radio e continuarono ad ascoltare la BBC, nonostante il rischio di essere scoperti dai tedeschi. Le incursioni regolari dei tedeschi alla ricerca di apparecchi radio, alienarono ulteriormente le popolazioni civili occupate.
Il 29 aprile 1941, una carenza della sterlina di Jersey (in parte causata dall'occupazione con le truppe che si portavano via monete come souvenir) portò al superamento delle banconote di Jersey. Una serie di banconote disegnate da Edmund Blampied venne emessa dagli stati di Jersey in tagli da 6 pence (6d), 1, 2 e 10 scellini (1p, 2p, 10p) e 1 sterlina (£ 1). La banconota da 6d fu progettata da Blampied in modo tale che la parola 6 sul retro incorporasse una "X" fuori misura in modo che, quando la banconota fosse piegata, appariva come risultato fosse il simbolo della resistenza "V" di Vittoria.
Un anno dopo gli fu anche chiesto di disegnare sei nuovi francobolli per l'isola, in tagli da ½ d a 3 d. Come segno di resistenza, incorporò nel disegno per il francobollo 3 d le iniziali GR (per Georgius Rex) su entrambi i lati del "3" per mostrare lealtà al re Giorgio VI.
Le deportazioni del 1942 scatenarono le prime manifestazioni di massa di patriottismo durante l'occupazione. Poco dopo l'affondamento di HMS Charybdis il 23 ottobre 1943, i corpi di 21 uomini della Royal Navy e dei Royal Marines furono portati a riva nei pressi di Guernsey. Le autorità tedesche li seppellirono con tutti gli onori militari. I funerali divennero un'opportunità per alcuni degli isolani di dimostrare la loro lealtà alla Gran Bretagna e la loro opposizione agli occupanti: circa 5.000 isolani parteciparono ai funerali, depositando 900 ghirlande.
Alcune donne dell'isola fraternizzarono con le forze di occupazione. Questo era disapprovato dalla maggioranza degli isolani, che diedero loro il soprannome Jerry-bag. Secondo il Ministero della Difesa, un'alta percentuale di donne "di tutte le classi e famiglie" aveva rapporti sessuali con il nemico e ci furono 800-900 bambini nati da padri tedeschi. I tedeschi stimavano che le loro truppe fossero state responsabili di aver generato da 60 a 80 nascite illegittime nelle isole del Canale. Per quanto riguarda le cifre ufficiali, 176 nascite illegittime in totale erano state registrate a Jersey tra il luglio 1940 e il maggio 1945; e a Guernsey 259 nascite illegittime tra luglio 1941 e giugno 1945 (la disparità nelle cifre ufficiali è spiegata da diverse definizioni legali di illegittimità nelle due giurisdizioni). Le autorità militari tedesche cercarono di proibire la fraternizzazione sessuale, nel tentativo di ridurre l'incidenza delle malattie sessualmente trasmissibili. Aprirono bordelli per soldati, impiegati con prostitute francesi sotto sorveglianza medica tedesca.

## La reazione del governo britannico
La reazione del governo di Sua Maestà all'invasione tedesca fu attenuata, con il Ministero dell'Informazione che emise un comunicato stampa poco dopo l'atterraggio dei tedeschi. In diverse occasioni gli aerei britannici lanciarono giornali e volantini di propaganda sulle isole.

### I Raid alleati sulle isole del Canale
- Il 6 luglio 1940, il 2° tenente Hubert Nicolle, un Guernseyman che serviva con l'esercito britannico, fu inviato in missione di accertamento dei fatti a Guernsey, l'operazione Anger.[37] Fu fatto scendere sulla costa meridionale di Guernsey da un sottomarino e remò a riva in una canoa di notte. Questa fu la prima delle due visite che Nicolle fece sull'isola.[38] Dopo la seconda, perse l'appuntamento e rimase intrappolato a Guernsey. Dopo un mese e mezzo, si arrese alle autorità tedesche e fu inviato in un campo di prigionia.
- La notte del 14 luglio 1940, l'operazione Ambassador fu lanciata su Guernsey da uomini prelevati da H Troop of N° 3 Commando ai sensi di John Durnford-Slater e No. 11 Independent Company. Non riuscirono a entrare in contatto con la guarnigione tedesca. Quattro membri del commando furono lasciati indietro e furono fatti prigionieri.[37][39]
- L'operazione Dryad fu un'incursione di successo sul faro di Casquets tra il 2 e il 3 settembre 1942.[37]
- L'operazione Branford fu un'incursione senza incidenti contro Burhou, un'isola vicino ad Alderney, tra il 7 e l'8 settembre 1942.[37]
- Nell'ottobre del 1942, ci fu un raid di un commando britannico su Sark, chiamato operation Basalt. Tre soldati tedeschi vennero uccisi ed uno venne catturato. Le azioni intraprese dai commando portarono ad una rappresaglia tedesca contro gli isolani e venne ordinata l'esecuzione dei commando catturati.[37]
- L'operazione Huckaback fu un'incursione originariamente programmata per la notte tra il 9 e il 10 febbraio 1943, come incursioni simultanee su Herm, Jethou e Brecqhou. L'obiettivo era prendere dei prigionieri e ottenere informazioni sulla situazione nelle isole occupate. Annullato a causa del maltempo, Huckaback venne riproposta come incursione solo su Herm. I commando atterrarono su Herm e trovando l'isola non occupata, i militari se ne andarono.[37]
- L'operazione Pussyfoot fu una tentata incursione su Herm, ma la fitta nebbia tra il 3 e il 4 aprile 1943 annullò il programmato raid.[37]
- L'operazione Hardtack fu una serie di incursioni di commando nelle isole del Canale e sulla costa settentrionale della Francia nel dicembre 1943. L'operazione Hardtack ebbe inizio a Jersey il 25-26 dicembre e dopo aver scalato la scogliera settentrionale i commando parlarono con i locali, ma non trovarono nessun tedesco. Subirono due perdite quando una mina esplose durante il viaggio di ritorno.
- Nel 1943, il vice ammiraglio Lord Louis Mountbatten propose un piano per riconquistare le isole chiamate operation Constellation. L'attacco proposto non fu mai messo in atto.

### Bombardamenti e attacchi navali sulle isole

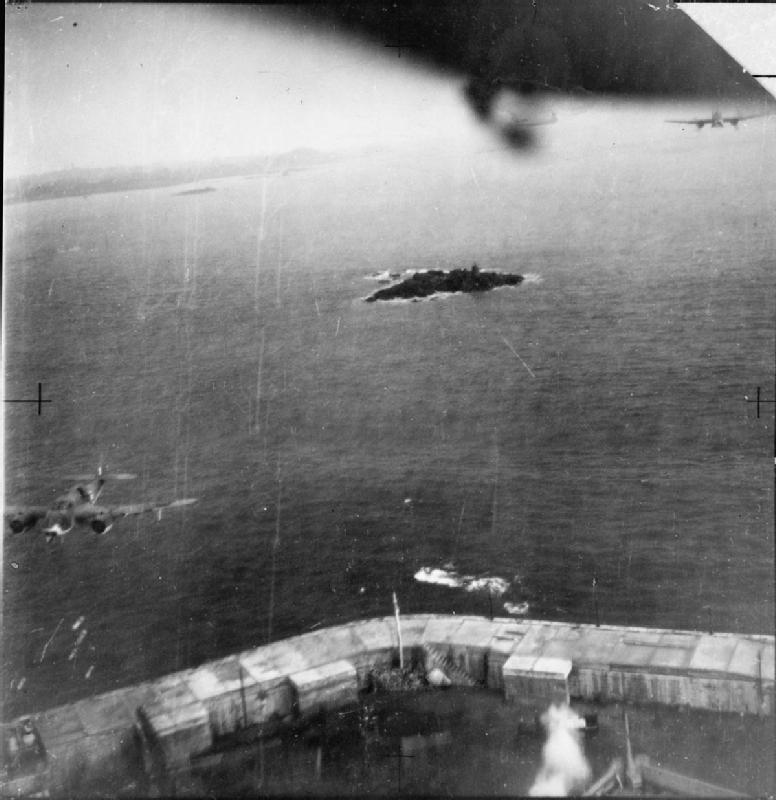
Bristol Beaufort appartenente allo squadrone No. 86 della RAF durante un attacco al porto di St. Peter

La RAF effettuò i primi raid di bombardamento nel 1940 anche se negli attacchi vi era il grande rischio di colpire obiettivi non militari e c'era il timore di rappresaglie tedesche contro la popolazione civile. Ventidue attacchi aerei alleati sulle isole del Canale durante la guerra provocarono 93 morti e 250 feriti, molti dei quali furono i lavoratori dell'organizzazione Todt nei porti.
Vi furono incidenti mortali causati da attacchi navali tra soldati tedeschi e marinai, civili e lavoratori dell'organizzazione Todt, compreso il Minotaur che trasportava 468 lavoratori dell'organizzazione Todt tra cui donne e bambini di Alderney che fu colpito da navi armate della Royal Canadian Navy vicino a Saint-Malo; circa 250 dei passeggeri vennero uccisi dalle esplosioni o annegati, il 5 luglio 1944.
Nel giugno del 1944 la batteria Blücher aprì il fuoco sulle truppe americane nella penisola di Cherbourg. L'HMS Rodney venne inviato il 12 agosto per sparare alla batteria. Usando un aereo come osservatore, sparò proiettili da una distanza di 40 km. Due tedeschi furono uccisi e diversi feriti mentre due dei quattro cannoni furono danneggiati.

### Rappresentanza politica a Londra
Come dipendenze della corona autonoma, le isole del Canale non avevano rappresentanti eletti nel Parlamento britannico. La Jersey Society di Londra, che era stata costituita nel 1896, rappresentò un punto focale per i Jerseymen in esilio. Nel 1943, diversi abitanti di Guernsey che vivevano a Londra, formarono la Guernsey Society per fornire un punto di riferimento e una rete simile per gli esuli di Guernsey.
Oltre alle opere di soccorso, questi gruppi pianificarono la ricostruzione economica e le riforme politiche dopo la fine della guerra. L'opuscolo Nos Îles pubblicato a Londra da un comitato di isolani fu influente nella riforma del 1948 delle costituzioni dei Bailiwicks.
Bertram Falle, un Jerseyman, era stato eletto deputato al Parlamento per la città di Portsmouth nel 1910. Otto volte eletto alla Camera dei Comuni, nel 1934 fu elevato alla Camera dei lord con il titolo di Lord Portsea. Durante l'occupazione rappresentò gli interessi degli isolani e spinse il governo britannico ad alleviare la loro situazione, soprattutto dopo che le isole vennero tagliate da tutto dopo il D-Day.
Committees of émigré Channel islanders in altre parti dell'impero britannico si unirono per fornire assistenza agli evacuati. Per esempio, Philippe William Luce (scrittore e giornalista, 1882-1966) fondò la Vancouver Channel Islands Society nel 1940 per raccogliere fondi per gli sfollati.

## Imposizioni tedesche
All'arrivo nelle isole, i tedeschi emisero proclami che imponevano nuove leggi agli isolani residenti. Col passare del tempo, furono aggiunte leggi che limitavano alcuni diritti. Le restrizioni includevano:
confische
- armi (1940)[46]
- barche (1940)[47]
- radio (1940 e 1942)[48]
- veicoli a motore (vendita forzata) (1940)[49]
- telecamere (1942)[50]
- carburante (1940)
- case (1940-1945)
- mobili (1940-1945)

restrizioni
- pesca (1940)
- bere alcolici (1940)
- esportazione di merci (1940)
- modifica dei prezzi delle merci (1940)[47]
- canzoni e segni patriottici (1940)[51]
- più di tre persone che si incontrano insieme (1940)[52]
- accesso alle spiagge[38]
- carburante[53]
- libertà di parola (1940)
- accesso ai farmaci (1940)
- alcuni club e associazioni[54]

cambiamenti
- orologi al tempo tedesco (1940)[47]
- guidare sul lato destro delle strade (1941)[21]
- razioni (1943, 1944 e 1945)

forzature da sopportare
- censura (1940)
- coprifuoco (1940)[51]
- tasso di cambio a Reichsmarks (1940)[46]
- censimento (1940)[49]
- verdure in crescita[46]
- razionamento alimentare (1940)[47]
- aumento delle imposte sul reddito a 4 / - (1940)[47]
- carte d'identità (1941)[52]
- ciclismo in file singolo (1941)[55]
- inquilini alloggiati[56]
- lingua tedesca nelle scuole[57]
- lavorare per i tedeschi

### Fortificazioni tedesche sulle isole

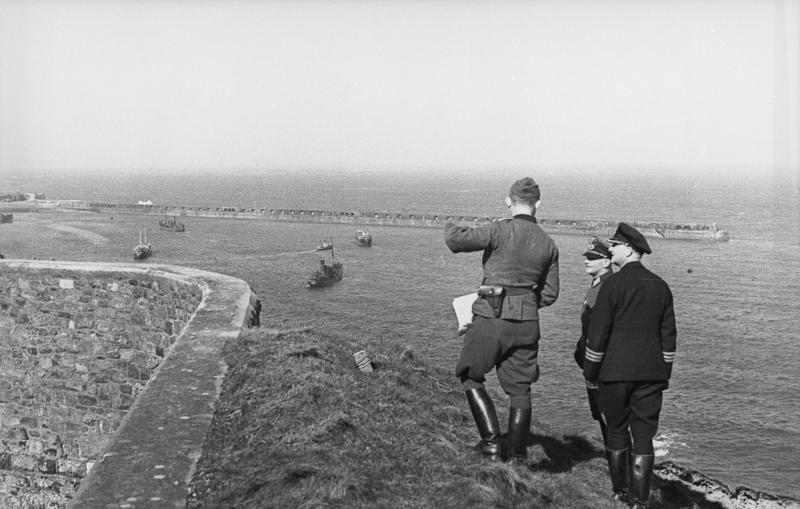
Ispezione tedesca dal forte Albert

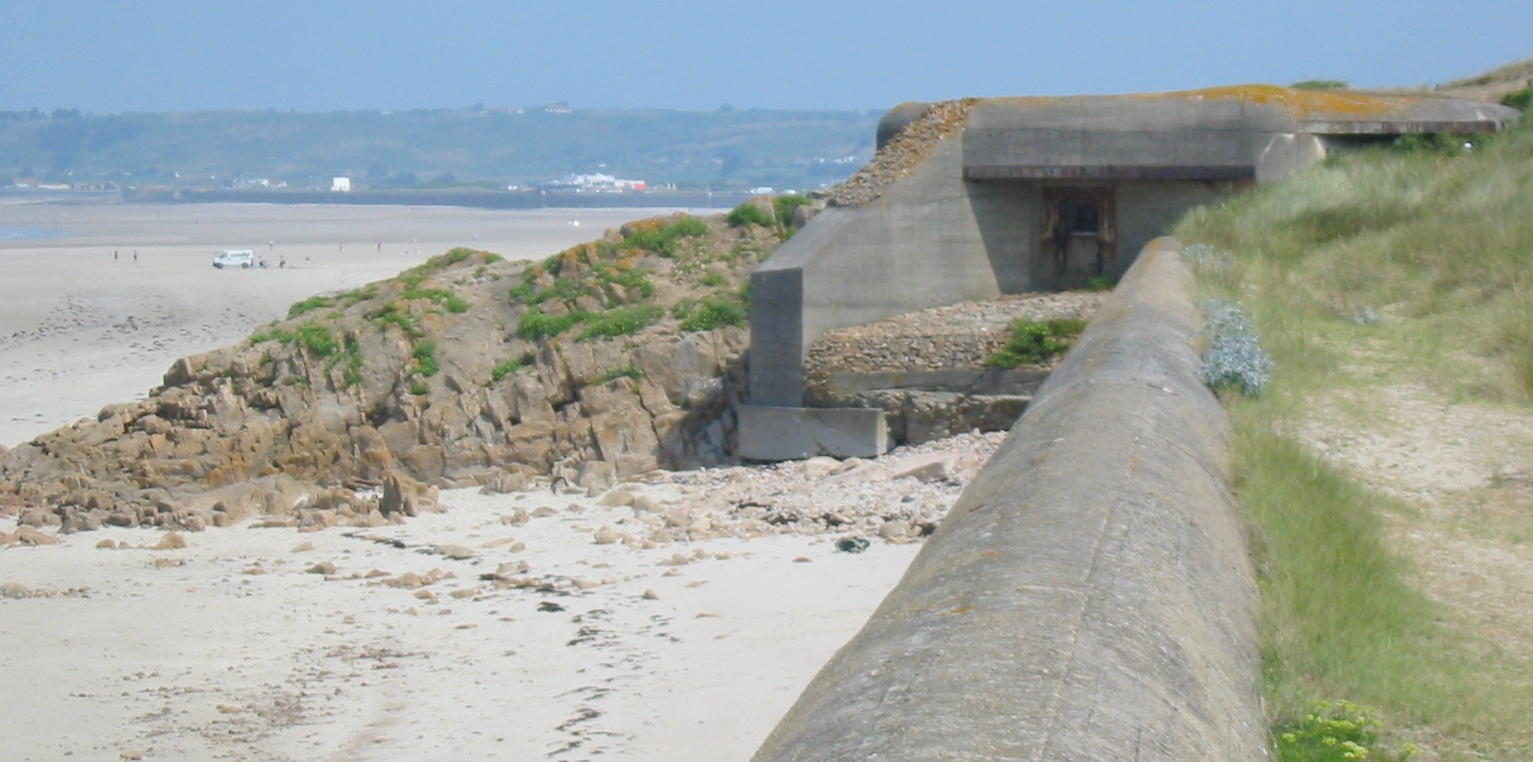
Un bunker presso la baia di St Ouen, Jersey

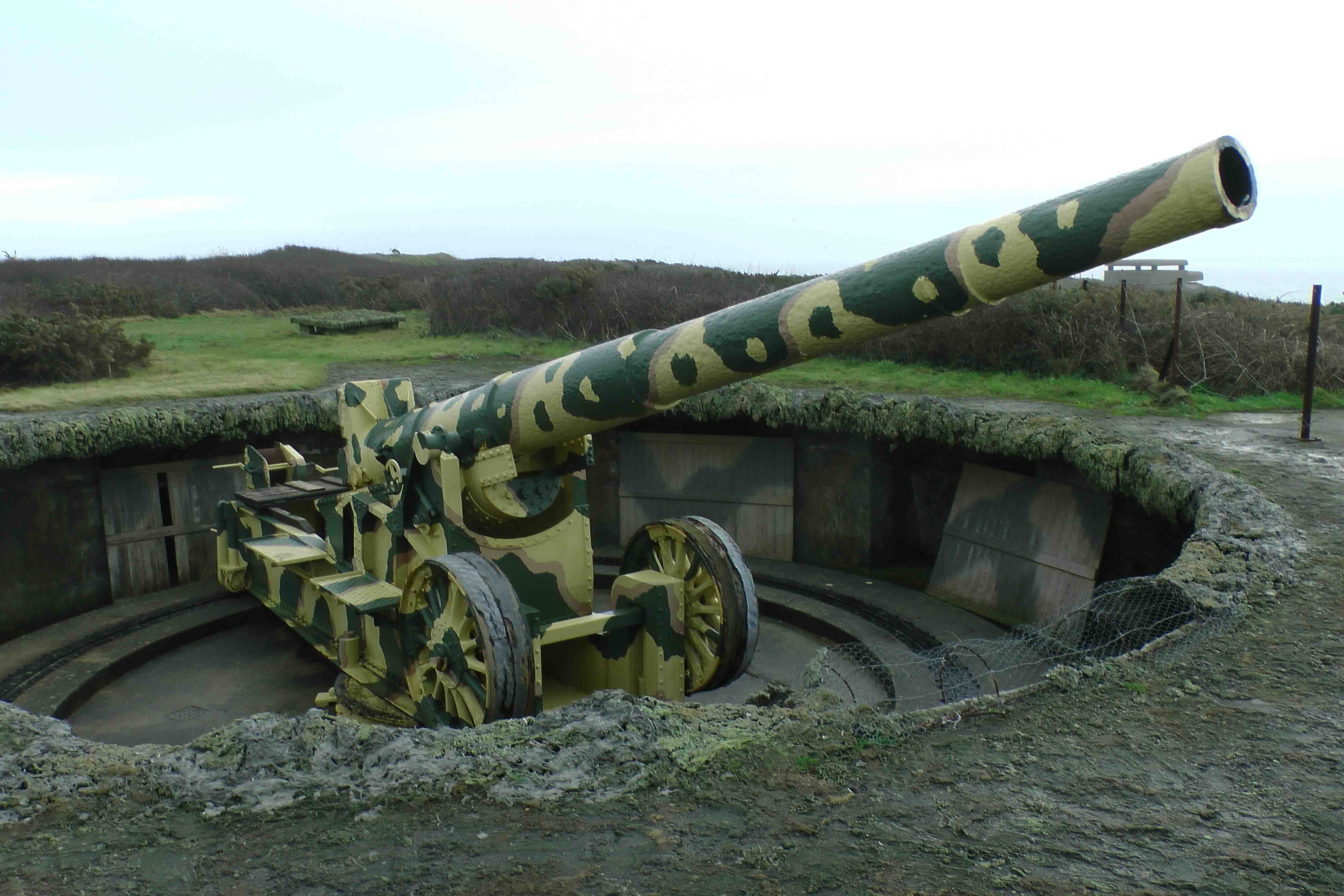
Un 22cm K532(f), facente parte della batteria Dollmann

Come parte del Vallo Atlantico, tra il 1940 e il 1945 le forze tedesche occupanti tramite l'Organizzazione Todt costruirono fortificazioni, strade e altre strutture nelle isole del Canale. In una lettera dell'Oberbefehlshaber West del 16 giugno 1941, il rafforzamento delle isole doveva essere eseguito su ordine di Hitler, dal momento che un attacco alleato "doveva essere calcolato" fin dall'estate del 1941. Gran parte del lavoro venne svolto da lavoratori importati, tra cui migliaia dall'Unione Sovietica e sotto la supervisione delle forze tedesche. I tedeschi trasportarono oltre 16.000 lavoratori nelle isole del Canale per costruire fortificazioni.
La manodopera straniera retribuita venne reclutata dall'Europa occupata, inclusi i lavoratori francesi, belgi e olandesi, compresi alcuni membri di movimenti di resistenza che sfruttarono l'opportunità di viaggiare per ottenere l'accesso a mappe e piani. Nel 1941 centinaia di disoccupati francesi, algerini e marocchini furono consegnati ai tedeschi dal governo di Vichy e inviati a Jersey. Circa 2000 spagnoli che si erano rifugiati in Francia dopo la guerra civile spagnola e che erano stati internati furono consegnati ai lavori forzati. La maggior parte dei prigionieri sovietici proveniva dalla Repubblica Socialista Sovietica Ucraina. Mille ebrei francesi furono importati.
Il problema dell'uso del lavoro locale sorse all'inizio dell'occupazione. In una richiesta di lavoro datata 19 luglio 1941, l'Oberbefehlshaber West citava l'"estrema difficoltà" di procurarsi manodopera civile locale. Il 7 agosto il deputato Le Quesne, che era a capo del Dipartimento del lavoro di Jersey, rifiutò un ordine tedesco di fornire lavoro per miglioramenti all'aeroporto di Jersey sulla base del fatto che ciò avrebbe dovuto fornire assistenza militare al nemico. Il 12 agosto i tedeschi dichiararono che, a meno che il lavoro non fosse imminente, gli uomini sarebbero stati arruolati. I costruttori che avevano originariamente costruito l'aeroporto intrapresero il lavoro sotto protesta. Di fronte alle minacce alla coscrizione e alla deportazione in Francia, la resistenza alle richieste ha portato a un continuo conflitto sull'interpretazione della Convenzione dell'Aia e sulla definizione di opere militari e non militari.
Il 1º agosto 1941 i tedeschi accettarono che la Convenzione dell'Aja stabilisse che nessun civile potesse essere obbligato a lavorare a progetti militari. Il caso del rafforzamento delle dighe, che potrebbe legittimamente essere descritto come difesa civile del mare (importante per le isole), ma era innegabilmente di beneficio militare in termini di difesa costiera, mostrò quanto fosse difficile distinguere quella pratica. La necessità economica spinse molti isolani a trovare un impiego offerto dai tedeschi, a cogliere l'opportunità di sabotare o ritardare i lavori e di rubare strumenti e provviste. I tedeschi  favorirono anche il lavoro civile offrendo a coloro che violavano il coprifuoco o altri regolamenti l'impiego di progetti di costruzione come alternativa alla deportazione in Germania.

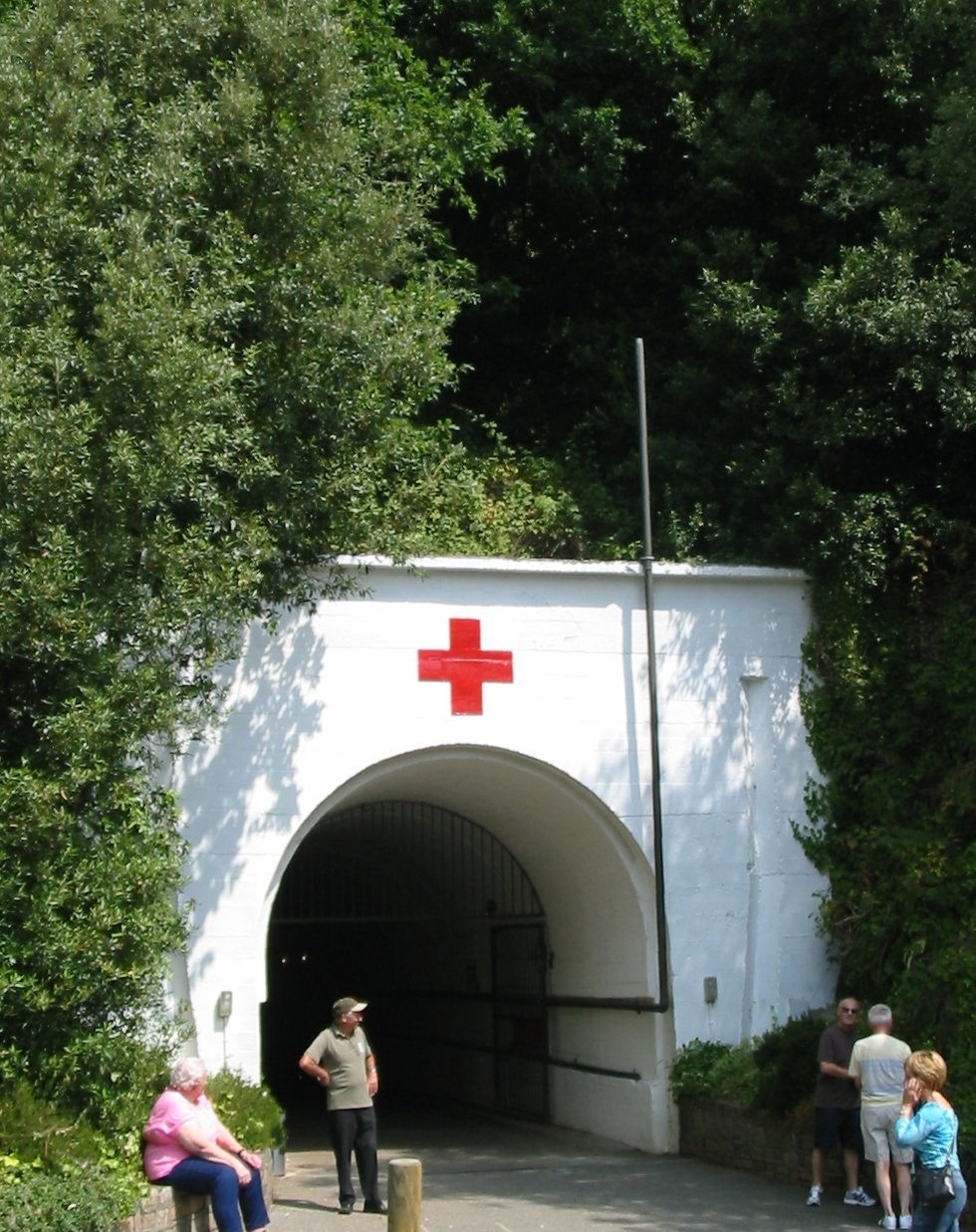
Ingresso di un ospedale sotterraneo presso Jersey

La quinta categoria di lavoratori era costituita da obiettori di coscienza britannici e cittadini appartenenti allo Stato Libero d'Irlanda (in inglese: Irish Free State, in irlandese: Saorstát Éireann). Dato che molti dei giovani delle isole si erano uniti alle forze armate allo scoppio della guerra, c'era un deficit nel lavoro manuale nelle fattorie, in particolare per il raccolto di patate. 150 obiettori di coscienza registrati associati alla Peace Pledge Union e 456 lavoratori irlandesi vennero reclutati per Jersey. Alcuni scelsero di rimanere e rimasero intrappolati nell'occupazione. Alcuni degli obiettori di coscienza erano comunisti e consideravano il patto Molotov-Ribbentrop, ovvero il patto tedesco-sovietico, una giustificazione per lavorare per i tedeschi. Altri parteciparono a attività di resistenza non violenta. Poiché i lavoratori irlandesi erano cittadini di un paese neutrale, erano liberi di lavorare per i tedeschi come desideravano e molti lo facevano. I tedeschi tentarono di incoraggiare le simpatie anti-britanniche e dell'Irish Republican Army (IRA) con eventi di propaganda indirizzati agli irlandesi (vedi la collaborazione dell'Abwehr nella seconda guerra mondiale). John Francis Reilly convinse 72 dei suoi compagni irlandesi nel 1942 a fare volontariato per l'impiego nelle ferriere di Hermann Göring vicino a Braunschweig. Le condizioni erano spiacevoli e tornarono a Jersey nel 1943. Reilly rimase in Germania per trasmettere alla radio e si unì alle SS Sicherheitsdienst.
Le isole del Canale erano tra le parti più fortificate del Vallo Atlantico, in particolare Alderney, che era la più vicina alla Francia. Il 20 ottobre 1941 Hitler firmò una direttiva, contro il parere del comandante in capo Erwin von Witzleben, per trasformare le isole del Canale in una "fortezza inespugnabile". Nel corso del 1942, un dodicesimo delle risorse incanalate nell'intero Vallo Atlantico fu dedicata alla fortificazione delle isole del Canale. Hitler aveva decretato che il 10% dell'acciaio e del calcestruzzo usati nel Vallo Atlantico dovessero andare alle Isole del Canale.
Si dice spesso che le Isole del Canale erano meglio difese delle spiagge della Normandia, dato il gran numero di tunnel e bunker attorno al isole. Nel 1944 nel solo tunnel, 244.000 m3 di roccia erano stati estratti collettivamente da Guernsey, Jersey e Alderney (la maggior parte a Jersey). Nello stesso punto nel 1944 l'intero muro atlantico dalla Norvegia al confine franco-spagnolo, escludendo le isole del Canale, aveva estratto circa 225.000 m3.
Le ferrovie cosiddette leggere sono state costruite a Jersey e Guernsey soprattutto per fornire una linea fortificata lungo la costa. A Jersey, una linea ferroviaria larga un metro fu tracciata seguendo la rotta dell'ex ferrovia di Jersey da St Helier a La Corbière, con una diramazione che collegava la cava di pietra di Ronez a Saint John. Una linea di 60 cm correva lungo la costa occidentale, e un'altra era disposta in direzione est da St. Helier a Gorey. La prima linea fu aperta nel luglio del 1942, ma la cerimonia fu interrotta da alcuni spettatori passivamente resistenti presso Jersey. La ferrovia di Alderney fu rilevata dai tedeschi che la sostituirono con parte della linea di scartamento standard e con una linea di scartamento metrico, azionata da due locomotive diesel per una ferrovia Decauville (Feldbahn) 0-4-0. L'infrastruttura ferroviaria tedesca fu smantellata dopo la liberazione nel 1945.

### Campi di lavoro forzato

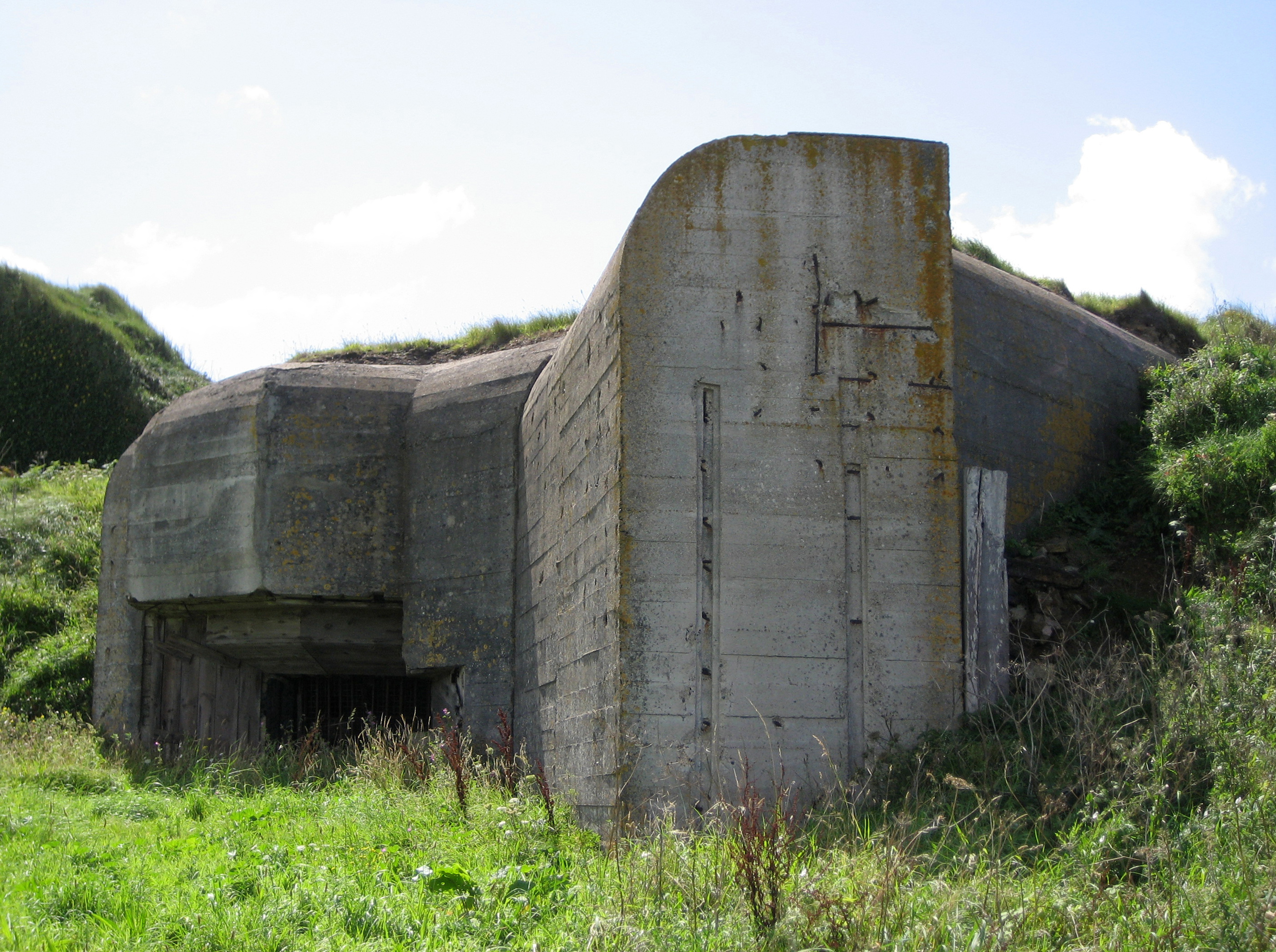
Il campo di lavoro di Alderney

I tedeschi costruirono molti campi di lavoro forzato a Jersey, a Guernsey e in quattro campi ad Alderney. L'organizzazione nazista Todt gestiva ogni campo e usava il lavoro forzato per costruire bunker, postazioni di cannoni, rifugi antiaerei e fortificazioni in cemento.
Ad Alderney i campi iniziarono le operazioni nel gennaio del 1942 e contavano una popolazione totale di circa 6.000 detenuti. I campi di Borkum e Helgoland erano campi di lavoro "volontari" (Hilfswillige). Il campo Borkum è stato utilizzato per tecnici tedeschi e "volontari" di diversi paesi europei. Il campo Helgoland era pieno di lavoratori della dell'Organizzazione Todt sovietica e gli operai in quei campi venivano pagati per il lavoro svolto, cosa che non avveniva con i detenuti nei due campi di concentramento, Sylt e Norderney, dove i prigionieri venivano utilizzati per il lavoro forzato. Il campo di Sylt ospitava lavoratori forzati ebrei.
Il campo di Norderney ospitava i lavoratori europei (principalmente europei orientali ma compresi gli spagnoli) e quelli sovietici. Il 1º marzo 1943, il campo di Norderney e quello di Sylt, sono stati posti sotto il controllo delle SS Hauptsturmführer List Max, trasformandoli in campi di concentramento.
Oltre 700 detenuti dei quattro campi hanno perso la vita ad Alderney o in navi che viaggiano da / verso Alderney prima che i campi fossero chiusi e gli altri detenuti trasferiti in Francia, principalmente nella metà del 1944. La nave Minotaur che trasportava 468 lavoratori appartenenti all'Organizzazione Todt, tra cui donne e bambini di Alderney, fu colpita da navi a motore armate con siluri della Royal Canadian Navy vicino a Saint-Malo, circa 250 dei passeggeri furono uccisi dalle esplosioni o annegati, il 5 luglio 1944.
A Jersey il numero esatto dei campi non è chiaro. Il campo di Lager Wick a Grouville è stato esaminato e circa 200 lavoratori sono stati ospitati lì.

### Repressione tedesca

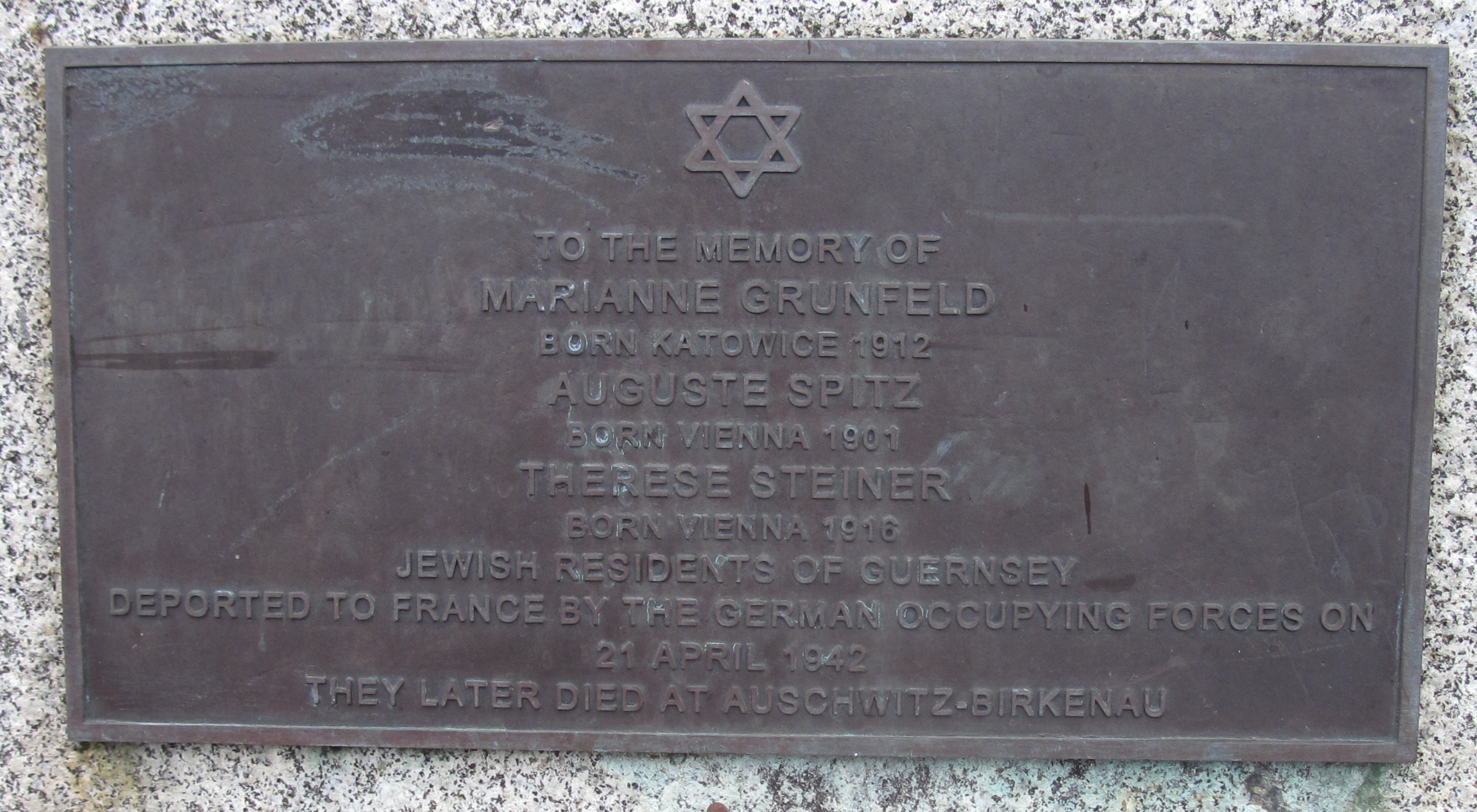
Lapide presso il porto di Saint Peter in memoria di tre ebrei residenti a Guernsey che furono deportati e morirono nei campi

Le repressioni hanno colpito molte persone nelle isole, le più colpite sono state gli ebrei. Un piccolo numero di ebrei stranieri e britannici vivevano sulle isole del Canale durante l'occupazione. La maggior parte degli isolani ebrei fu evacuata nel giugno 1940, ma le leggi britanniche non consentirono ai cittadini nemici, indipendentemente dalla loro religione, di entrare in Gran Bretagna senza un permesso. C'erano 18 ebrei nelle isole quando arrivarono i tedeschi. Poco dopo l'occupazione, i funzionari emisero il primo ordine anti-ebraico (ottobre 1940) che ordinò alla polizia di identificare gli ebrei come parte del processo di registrazione civile. Le autorità dell'isola hanno aderito e le carte di registrazione sono state contrassegnate con "J" rosse; inoltre, è stata compilata una lista di proprietà ebraiche, tra cui proprietà degli ebrei insulari che erano stati evacuati, che è stata consegnata alle autorità tedesche.
Gli ebrei registrati nelle isole, spesso membri della Chiesa anglicana con uno o due nonni ebrei, erano soggetti ai nove Ordini riguardanti le misure contro gli ebrei, compresa la chiusura delle loro attività (o la loro collocazione sotto amministrazione ariana), rinunciando alle loro reti radio, e stare in casa per meno di un'ora al giorno. Le amministrazioni civili si angosciavano per quanto potevano opporsi alla registrazione di questi ordini. Il processo si è sviluppato in modo diverso sulle tre isole. I funzionari locali hanno compiuto alcuni sforzi per mitigare le misure antisemite da parte della forza di occupazione nazista e, come tale, hanno rifiutato di obbligare gli ebrei a indossare stelle gialle identificative e la maggior parte degli ex commercianti ebrei sono tornati dopo la guerra, i funzionari del dipartimento di registrazione hanno anche procurato documenti falsi per alcuni di quelli che cadevano in categorie sospettate dai tedeschi. . Le repressioni antisemite non sono state condotte sistematicamente. Alcuni noti ebrei hanno vissuto l'occupazione in termini di apertura comparativa, compresa Marianne Blampied, la moglie dell'artista Edmund Blampied. Tre donne ebree di nazionalità austriaca e polacca, Therese Steiner, Auguste Spitz e Marianne Grünfeld, erano fuggite dall'Europa centrale a Guernsey negli anni '30, ma non erano state in grado di lasciare Guernsey come parte dell'evacuazione nel 1940 perché erano state escluse dalla legge del Regno Unito. 18 mesi dopo, Steiner avvisò i tedeschi della sua presenza e i tre furono deportati in Francia nell'aprile del 1942 per essere poi spediti presso il campo di concentramento di Auschwitz dove morirono.
La massoneria fu soppressa dai tedeschi. I templi massonici di Jersey e Guernsey furono saccheggiati nel gennaio 1941 e arredi e insegne furono sequestrati e portati a Berlino per essere esposti. Furono esaminate le liste di appartenenza delle logge massoniche. I Parlamenti in entrambi i balivati approvarono una legislazione per nazionalizzare le proprietà massoniche più tardi, nel 1941, al fine di proteggere gli edifici e i beni. I legislatori resistettero ai tentativi di applicare le misure antimassoniche e nessun Massone fu perseguitato per la sua adesione. Lo scautismo fu bandito, ma continuò sotto copertura, come fece l'Salvation Army.

### Deportazioni nei campi

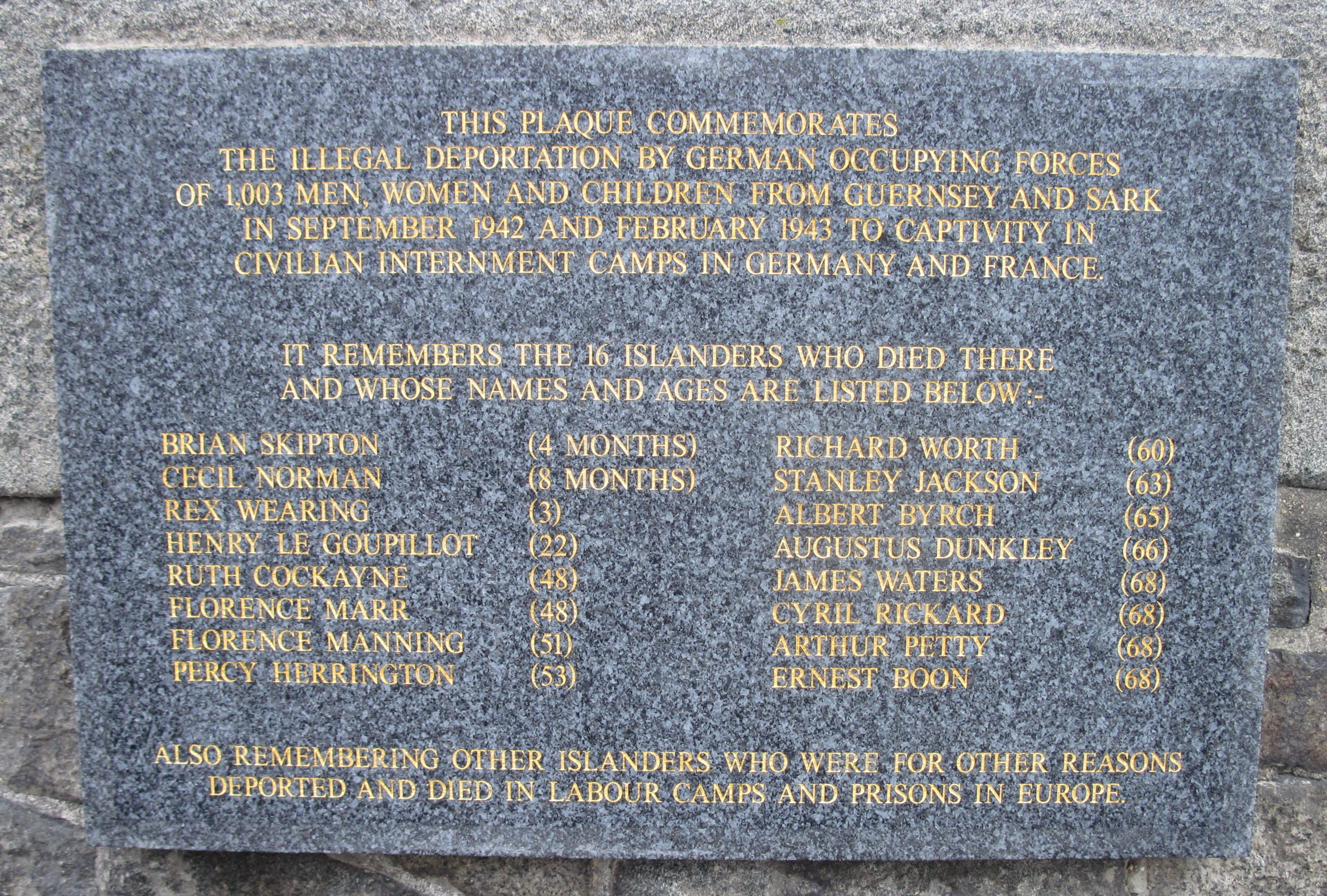
Lapide presso il porto di Saint Peter che commemora 1.003 persone deportate da Guernsey

Su ordini specifici di Adolf Hitler, nel 1942, le autorità tedesche annunciarono che tutti i residenti delle isole del Canale che non erano nati nelle isole, così come quegli uomini che avevano prestato servizio come ufficiali nella prima guerra mondiale, dovevano essere deportati. La maggior parte di essi fu trasportata a sud-ovest della Germania, a Ilag V-B a Biberach an der Riß e Ilag VII a Laufen e a Bad Wurzach. Questo ordine di deportazione fu originariamente emanato nel 1941, come rappresaglia per gli 800 civili tedeschi in Iran che furono deportati e internati. Il rapporto era di 20 isolani del Canale da internare per ogni tedesco internato, ma la sua promulgazione fu ritardata e quindi diluita. La paura dell'internamento ha causato il suicidio in tutte e tre le isole. L'infermiera di Guernsey, Gladys Skillett, che era incinta di cinque mesi al momento della sua deportazione a Biberach, divenne la prima isolana a partorire mentre era in rinchiusa in Germania. 45 dei 2.300 deportati sarebbero morti prima della fine della guerra.

### Vittime della prigionia
A Jersey è stato riconosciuto che 22 isolani sono morti a causa di essere stati mandati nelle prigioni e nei campi di concentramento nazisti. Sono commemorati nel giorno della Memoria dell'Olocausto.

## Sotto assedio dal D-Day alla liberazione

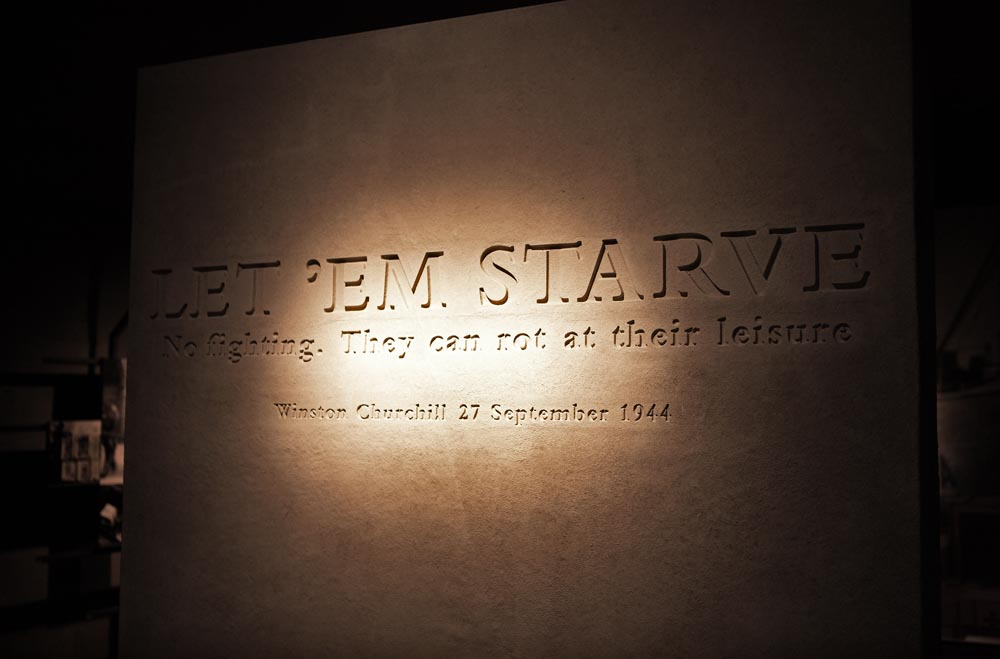
"Let 'em starve. No fighting. They can rot at their leisure." Winston Churchill, 27 settembre 1944, a Jersey

Nel giugno del 1944, le forze alleate lanciarono gli sbarchi del D-Day e la liberazione della Normandia (operazione Overlord). Decisero di aggirare le isole del Canale a causa delle loro fortificazioni descritte sopra. Di conseguenza, le linee di fornitura tedesche di cibo e altre forniture attraverso la Francia furono completamente tagliate. Le scorte di cibo degli isolani diminuirono, e ciò peggiorò notevolmente le cose: gli isolani e le forze tedesche erano sul punto di morire di fame.
Nell'agosto del 1944, il ministero degli Esteri tedesco fece un'offerta alla Gran Bretagna, attraverso la Croce Rossa svizzera, che avrebbe visto la liberazione e l'evacuazione di tutti i civili dell'isola del Canale, fatta eccezione per gli uomini in età militare. Questa non era una possibilità che gli inglesi avevano previsto. Gli inglesi consideravano l'offerta, un memorandum di Winston Churchill che affermava:
(Winston Churchill, 27 settembre 1944)
Non è chiaro se Churchill intendesse i tedeschi o i civili. L'offerta tedesca fu respinta a fine settembre.
Nel settembre del 1944 una nave salpò dalla Francia a Guernsey sotto una bandiera bianca.
Ci vollero mesi di trattative prolungate prima che la nave svedese SS Vega fosse autorizzata a portare soccorso agli isolani affamati nel dicembre 1944, portando con sé pacchi della Croce Rossa, sale e sapone, oltre a forniture mediche e chirurgiche. La SS Vega fece altri cinque viaggi nelle isole, l'ultimo dopo che le isole furono liberate il 9 maggio 1945.
L'incursione di Granville avvenne la notte tra l'8 e il 9 marzo 1945, quando una nave da guerra tedesca dalle isole del Canale approdò nella Francia occupata dagli Alleati e riportò rifornimenti alla loro base. Granville era stata la sede di Dwight D. Eisenhower per tre settimane, sei mesi prima.

## Liberazione delle isole

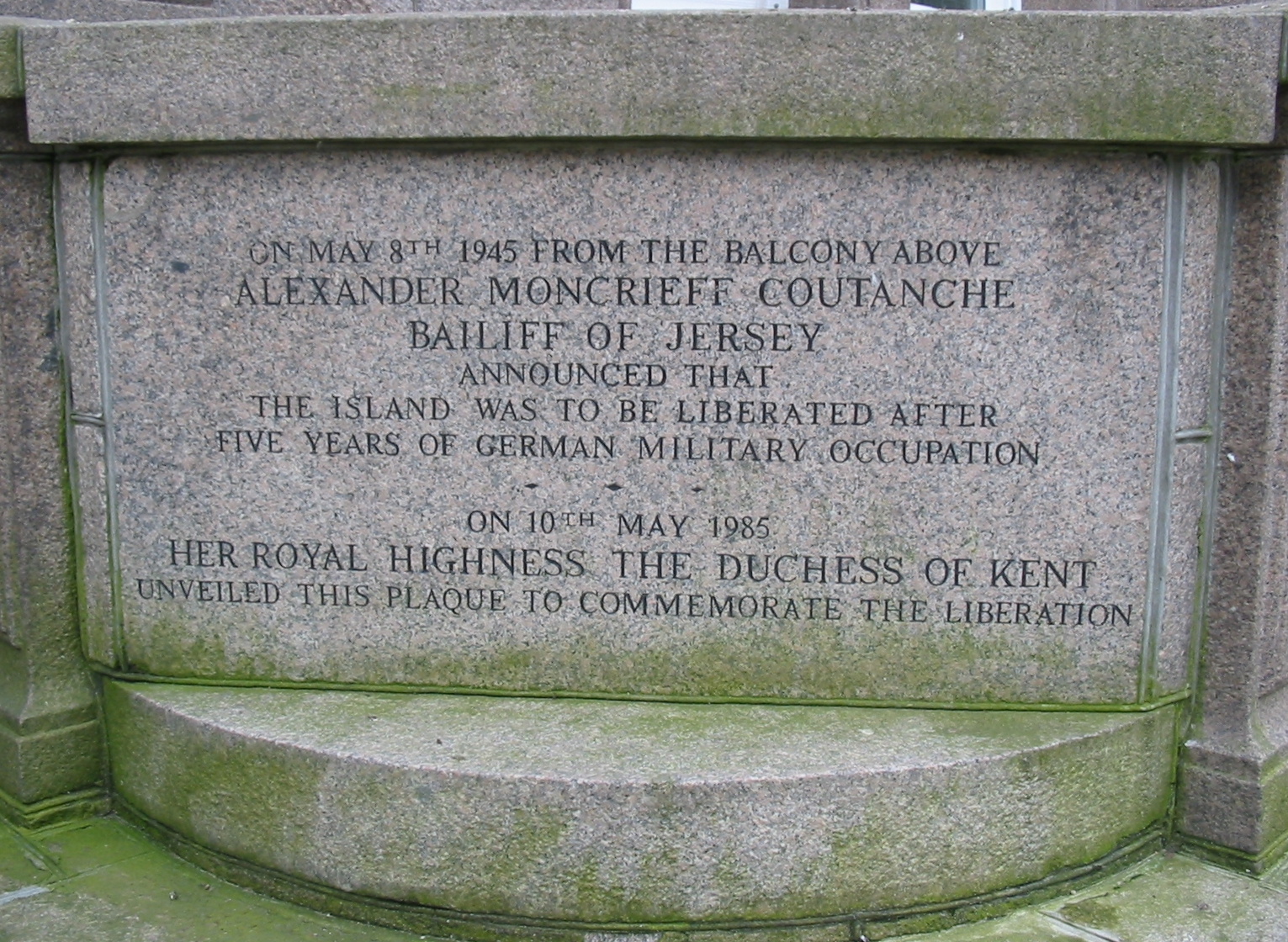
Lapide presso la Royal Square di St. Helier

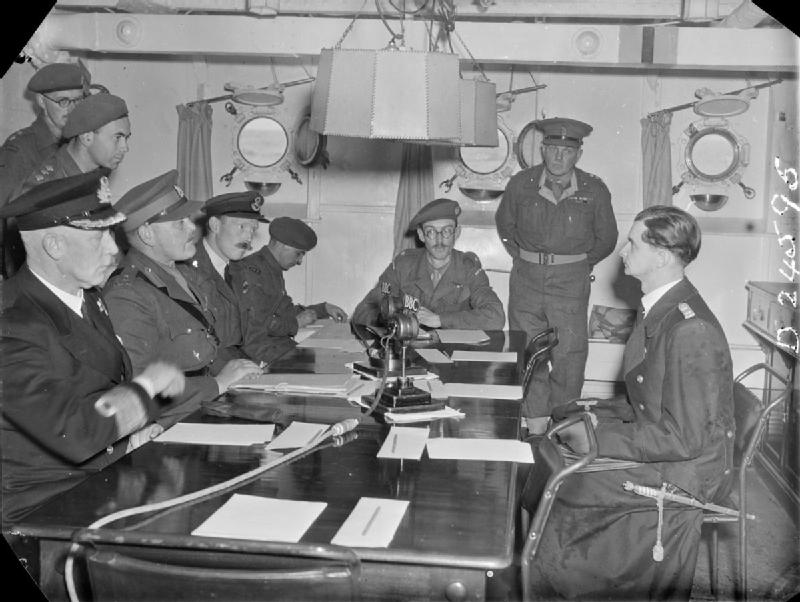
Riunione a bordo dell'HMS Bulldog durante la prima conferenza tra il Kapitänleutnant Zimmermann per la liberazione delle isole del Canale il 9 maggio 1945.

### Liberazione
Sebbene i piani fossero stati elaborati e proposti nel 1943 dal vice ammiraglio Lord Louis Mountbatten per l'operazione Constellation, una riconquista militare delle isole, questi piani non furono mai realizzati. Le isole del Canale furono liberate dopo la resa tedesca.
L'8 maggio 1945 alle 10:00 gli isolani furono informati dalle autorità tedesche che la guerra era finita. Churchill fece una trasmissione radiofonica alle 15:00 durante la quale annunciò che:
(Winston Churchill)
La mattina seguente, il 9 maggio 1945, l'HMS Bulldog arrivò al porto di St Peter a Guernsey e le forze tedesche si arresero incondizionatamente a bordo della nave all'alba. Poco dopo le forze britanniche sbarcarono al porto di St Peter accolte da una folla di isolani gioiosi ma malnutriti che cantavano, tra le altre canzoni patriottiche, Sarnia-Cherie.
L'HMS Beagle, che era partito allo stesso tempo da Plymouth, ha svolto un ruolo simile nella liberazione di Jersey. Due ufficiali di marina, il tenente del chirurgo Ronald McDonald e il sottotenente R. Milne, furono accolti dal capitano di porto che li accompagnò nel suo ufficio dove issarono la bandiera del Regno Unito, prima di sollevarla anche sull'albero della bandiera del Pomme D'Or Hotel. Sembra che il primo posto liberato a Jersey potrebbe essere stato il ripetitore britannico del New York Post Office. Il signor Warder, un guardalinee del General Post Office (GPO), era rimasto bloccato sull'isola durante l'occupazione. Non attese che l'isola venisse liberata e andò alla stazione dei ripetitori, dove informò l'ufficiale tedesco responsabile che stava prendendo in consegna l'edificio a nome delle poste britanniche.
Sark fu liberato il 10 maggio 1945 e le truppe tedesche ad Alderney si arresero il 16 maggio 1945. I prigionieri di guerra tedeschi vennero rimossi da Alderney il 20 maggio 1945 e la sua popolazione iniziò a ritornare nel dicembre 1945, dopo che era stato effettuato lo sbarco. fuori dalle truppe tedesche sotto la supervisione militare britannica.

### Dopo la liberazione

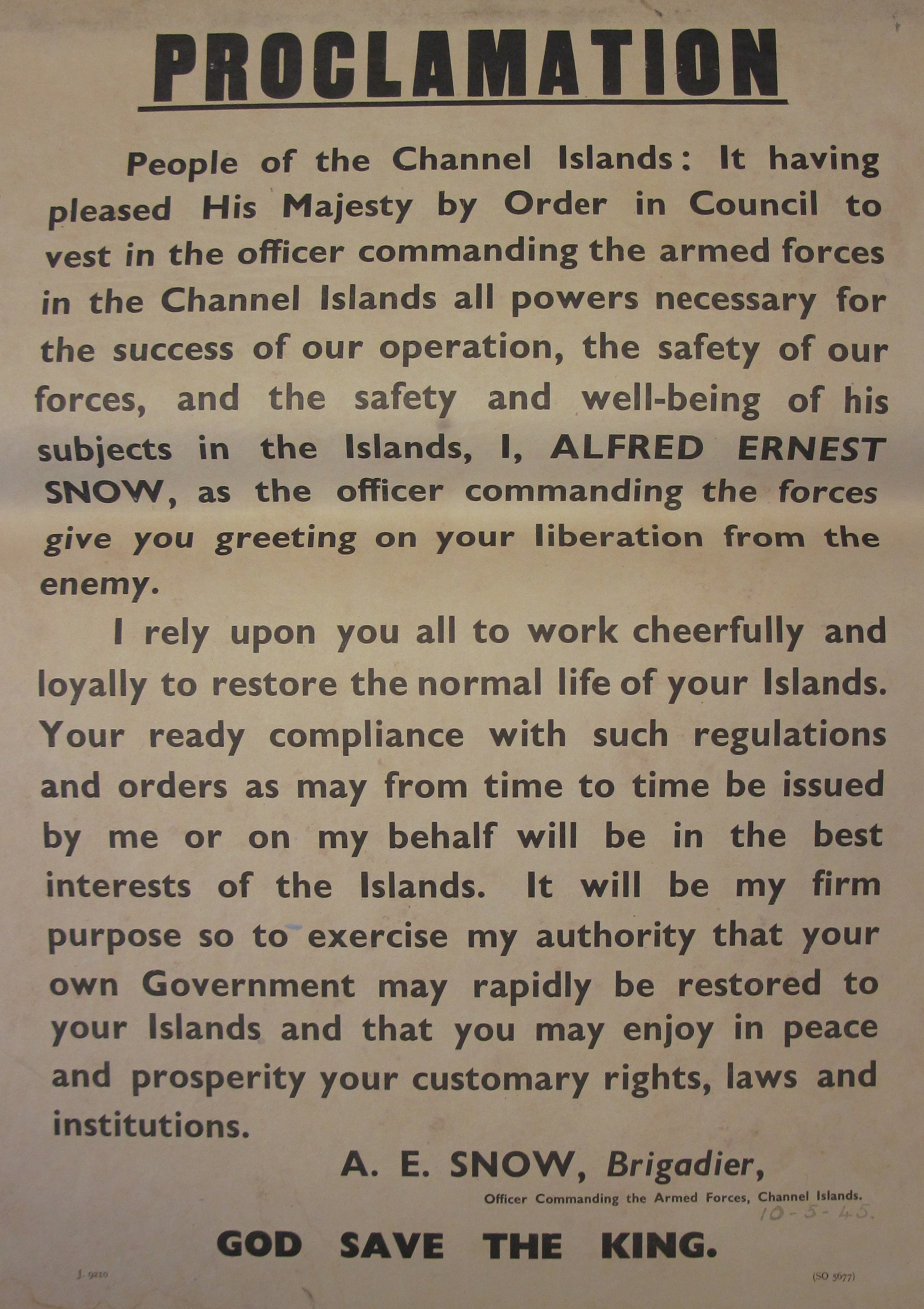
Il 10 maggio 1945 viene proclamato il ripristino dell'amministrazione britannica nelle isole

Le principali forze di liberazione arrivarono nelle isole il 12 maggio 1945. Una proclamazione reale letta dal brigadiere Alfred Snow a Guernsey e Jersey gli conferì l'autorità del governo militare. Il governo britannico aveva pianificato il soccorso e il ripristino dell'ordine nelle isole. Cibo, vestiti, pentole, padelle e generi di prima necessità erano stati accumulati in modo da rifornire immediatamente gli isolani. È stato deciso che per ridurre al minimo le perturbazioni finanziarie i marchi del Reich continuerebbero a circolare fino a quando non potrebbero essere scambiati per la sterlina.
A Sark, la Dame fu lasciata al comando delle 275 truppe tedesche nell'isola fino al 17 maggio quando furono trasferite come prigionieri di guerra in Inghilterra. Il ministro degli Interni del Regno Unito, Herbert Stanley Morrison, visitò Guernsey il 14 maggio e Jersey il 15 maggio e offrì una spiegazione personale negli Stati Uniti in entrambi i casi in cui era stato ritenuto nell'interesse delle isole non difenderle nel 1940 e non usare la forza per liberarli dopo il D-Day.
Il 7 giugno il re e la regina hanno visitato Jersey e Guernsey per dare il benvenuto ai più antichi possedimenti della corona in libertà.
Poiché lo stato delle cose nelle isole era stato in gran parte sconosciuto e c'era stata incertezza sulla portata della resistenza da parte delle forze tedesche, il regolamento della Difesa (Isole del Canale) del 1944 aveva investito ampi poteri amministrativi nel governatore militare. Come si è scoperto che la resa tedesca era del tutto pacifica e ordinata e l'ordine civile era stato mantenuto, questi regolamenti erano usati solo per scopi tecnici come il ritorno al Greenwich Mean Time. Ogni settore di competenza è stato lasciato per fare i suoi regolamenti, se necessario. La situazione della legislazione retrospettivamente regolarizzata approvata senza Royal Assent doveva essere trattata. Il 13 giugno il Brigadier Snow firmò un regolamento (promulgato il 16 giugno) per rinnovare gli ordini a Jersey e le ordinanze a Guernsey come se non vi fosse stata alcuna interruzione nella loro validità tecnica. Il periodo di governo militare durò fino al 25 agosto 1945 quando furono nominati nuovi luogotenenti governatori in ciascun settore di competenza.
Dopo la liberazione del 1945, sono state indagate le accuse di collaborazione con le autorità occupanti. Nel novembre del 1946, il ministro dell'Interno del Regno Unito era in grado di informare la Camera dei Comuni che la maggior parte delle accuse mancava di sostanza e solo 12 casi di collaborazione erano considerati per l'accusa, ma il direttore dei pubblici ministeri aveva escluso i procedimenti giudiziari per motivi insufficienti. In particolare, è stato deciso che non esistevano motivi giuridici per procedere contro coloro che sarebbero stati informati delle autorità di occupazione contro i loro concittadini. Gli unici processi relativi all'occupazione delle Isole della Manica da condurre secondo il Treachery Act del 1940 erano contro individui tra quelli che erano venuti nelle isole dalla Gran Bretagna nel 1939-1940 per lavori agricoli. Questi includevano obiettori di coscienza associati alla Peace Pledge Union e persone di estrazione irlandese. Nel dicembre 1945 fu annunciato un elenco di onori britannici per riconoscere un certo numero di eminenti isolani per servizi resi durante l'occupazione.
In Jersey e Guernsey, le leggi sono state approvate a confiscare retrospettivamente i guadagni finanziari fatti da profittatori di guerra e mercato nero, anche se queste misure hanno colpito coloro che avevano fatto profitti legittimi durante gli anni di occupazione militare.
Le "Jerry-bag" erano donne che avevano fraternizzato con soldati tedeschi. Ciò aveva suscitato indignazione tra alcuni cittadini. Nelle ore successive alla liberazione, i membri delle forze di liberazione britanniche furono obbligati a intervenire per prevenire attacchi di vendetta.
Per due anni dopo la liberazione, Alderney fu gestita come una fattoria comunale. Gli artigiani venivano pagati dai loro datori di lavoro, mentre altri erano pagati dal governo locale per il profitto derivante dalla vendita di prodotti agricoli. I profitti restanti sono stati accantonati per ripagare il governo britannico per la riparazione e la ricostruzione dell'isola. A causa del risentimento da parte della popolazione locale per il fatto di non avere il permesso di controllare la propria terra, l'Home Office ha avviato un'inchiesta che ha portato al "Government of Alderney Law 1948", entrato in vigore il 1º gennaio 1949. La legge prevedeva uno stato eletto di Alderney, un sistema giudiziario e, per la prima volta ad Alderney, l'imposizione delle tasse. A causa della piccola popolazione di Alderney, si riteneva che l'isola non potesse essere autosufficiente nella gestione dell'aeroporto e del porto, oltre a fornire un livello accettabile di servizi. Le tasse sono state quindi riscosse nei fondi generali del Bailiwick di Guernsey (allo stesso tasso di Guernsey) e amministrate dagli Stati di Guernsey. Guernsey divenne responsabile di molte funzioni e servizi governativi.
In particolare a Guernsey, che aveva evacuato la maggior parte dei bambini in età scolare prima dell'occupazione, l'occupazione indebolì la cultura locale dell'isola. Molti ritenevano che i bambini "lasciassero i Guernsey e tornassero come inglesi". Ciò fu particolarmente sentito nella perdita del dialetto locale - i bambini che erano fluenti in guernesiais quando se ne erano andati scoprirono che dopo cinque anni di non utilizzo avevano perso molto della lingua.
Le attrezzature e le fortificazioni tedesche abbandonate rappresentavano un serio rischio per la sicurezza e vi furono molti incidenti dopo l'occupazione che provocarono diversi decessi. Molti dei bunker, batterie e tunnel sono ancora visibili oggi. Alcuni sono stati restaurati, come Battery Lothringen e Ho8, e sono aperti al pubblico per la visita. Dopo l'occupazione, gli isolani hanno usato alcune delle fortificazioni per altri scopi, ma la maggior parte è stata spogliata in discariche (e dai cacciatori di souvenir) e abbandonata. Un bunker è stato trasformato in un vivaio di pesci e un grande complesso di tunnel è stato trasformato in una fattoria per custodire funghi.
Le isole erano seriamente in debito, con i governi dell'isola che dovevano pagare più di £ 10.000.000, avendo dovuto pagare per le navi di evacuazione, i costi sostenuti dagli sfollati nel Regno Unito, il costo delle "forze di occupazione", come salari, cibo, alloggio e trasporto così come il costo di fornire domestici per i tedeschi, fornendo lavoro civile per gli isolani e la necessità di pagare per la ricostruzione e il risarcimento dopo la guerra. Le entrate fiscali sono diminuite drasticamente durante il periodo bellico. Infine, i Reichsmark di Occupazione ora senza valore e i depositi bancari RM sono stati convertiti in Sterline al tasso di 9.36 RM a £ 1. Una parte di questo debito è stata soddisfatta da un "regalo" del governo britannico di £ 3.300.000 che è stato utilizzato per rimborsare gli isolani che avevano subito danni e perdite. Inoltre, il costo del mantenimento degli sfollati, stimato in 1.000.000 di sterline, è stato cancellato dal governo. Dato che si poteva comprare una casa per £ 250 negli anni '40, il regalo equivaleva al valore di 17.000 case.

### Processi per crimini di guerra
Dopo la seconda guerra mondiale, un caso della corte marziale fu allestita contro l'ex SS Hauptsturmführer Max List (ex comandante dei campi di Norderney e di Sylt), citando atrocità ad Alderney. Non è stato processato e si ritiene che abbia vissuto vicino ad Amburgo fino alla sua morte negli anni '80.